# Gastronomía awadhi
La gastronomía awadhi (en hindi: अवधी खाना, en urdu: اودھی کھانا‎) es la propia de la ciudad de Lucknow, que es la capital del estado de Uttar Pradesh en Asia Central-Sur y zona norte de la India, los estilos y variedades de esta gastronomía tienen puntos en común con otros de las zonas de Asia Central, el Medio Oriente, y Norte de la India. La gastronomía incluye tanto platillos vegetarianos como no-vegetarianos. La cocina Awadh ha sido muy influida por las técnicas gastronómicas mongolas, y la cocina de Lucknow tiene similitudes con la de Persia, Cachemira, Punyab y Hyderabad; y la ciudad es famosa por sus platillos nawabíes.
Los bawarchis y rakabdars de Awadh dieron origen al estilo dum de cocción o el arte de cocinar sobre un fuego suave, que en la actualidad es sinónimo de Lucknow. Su uso dio lugar al desarrollo de platillos tales como kebabs, kormas, biryani, kaliya, nahari-kulchas, zarda, sheermal, roomali rotis, y warqi parathas. La riqueza de la gastronomía de Awadh se basa no solo en la variedad de la cocina sino que también en los ingredientes utilizados tales como cordero, paneer, y especies finas tales como el cardamomo y el azafrán.

## Kebab

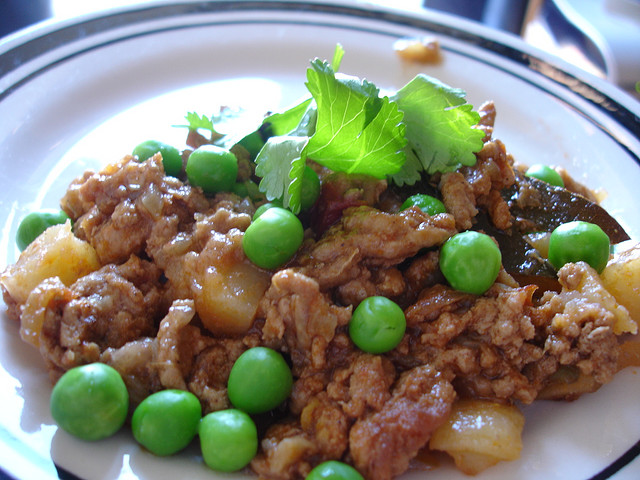
Kheema uno de los platillo exquisitos propios de la gastronomía de Awadh.

Los kebab son una parte integral de Awadhi. Lucknow se precia de sus kebabs. Existen varias variedades de kebab populares en Awadhi entre las que se destacan: Kakori kebabs, Galawat ke kebabs, Shami kebabs, Boti kebabs, Patili-ke-kebabs, Ghutwa kebabs y Seekh kebabs. 

## Galería

### Platillos awadhi

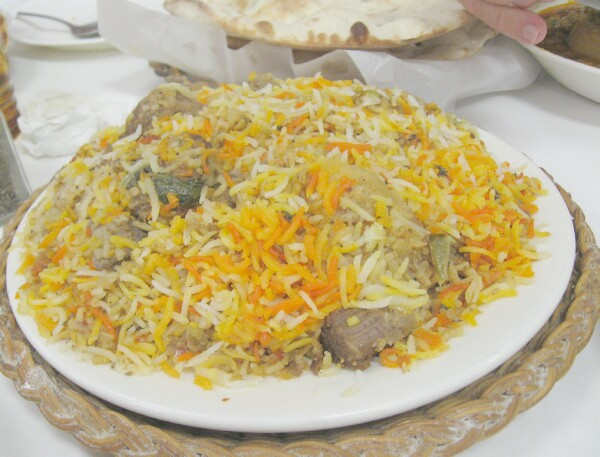
Codero awadhi biryani.
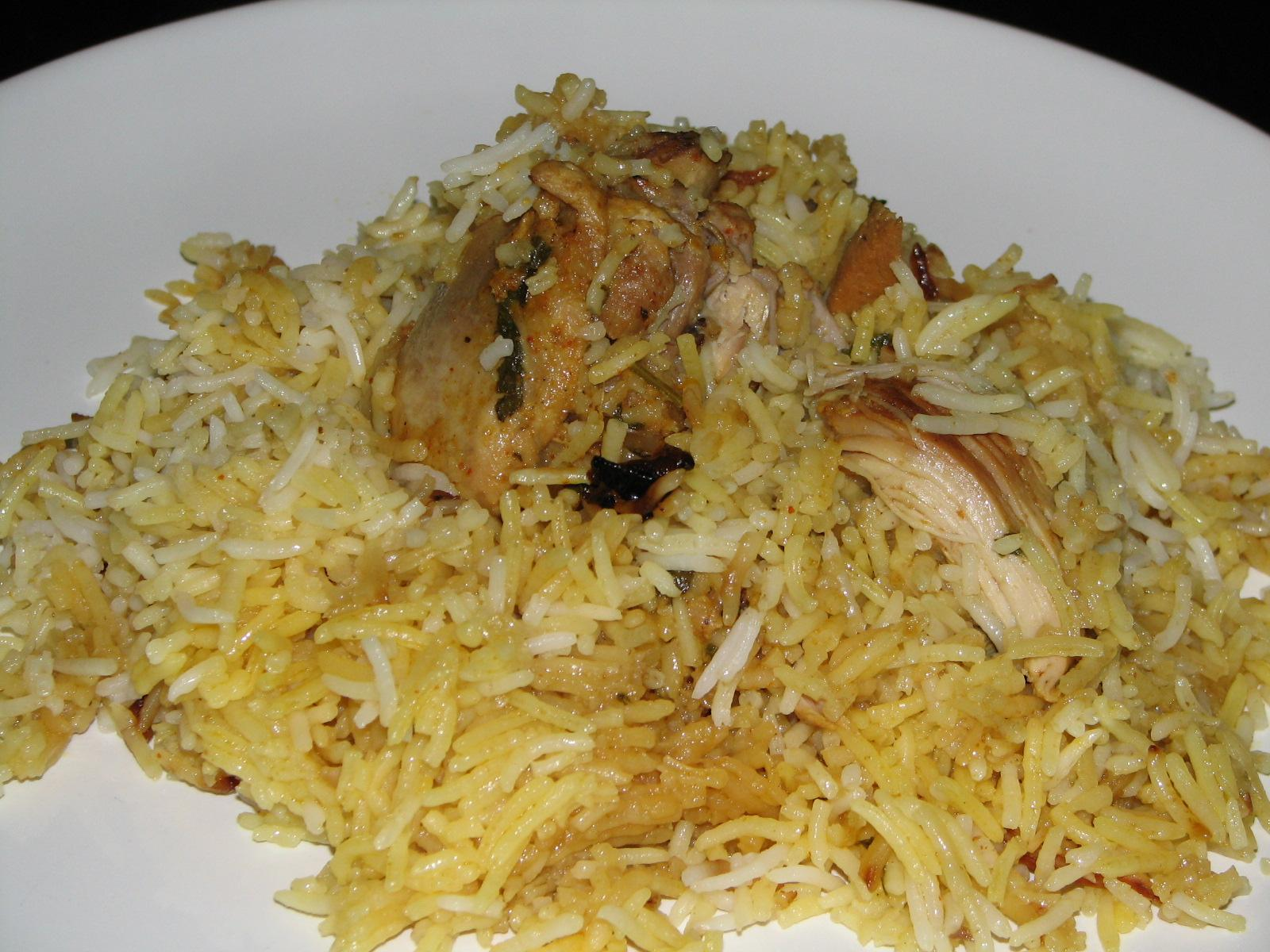
Pollo awadhi Dum Biryani.
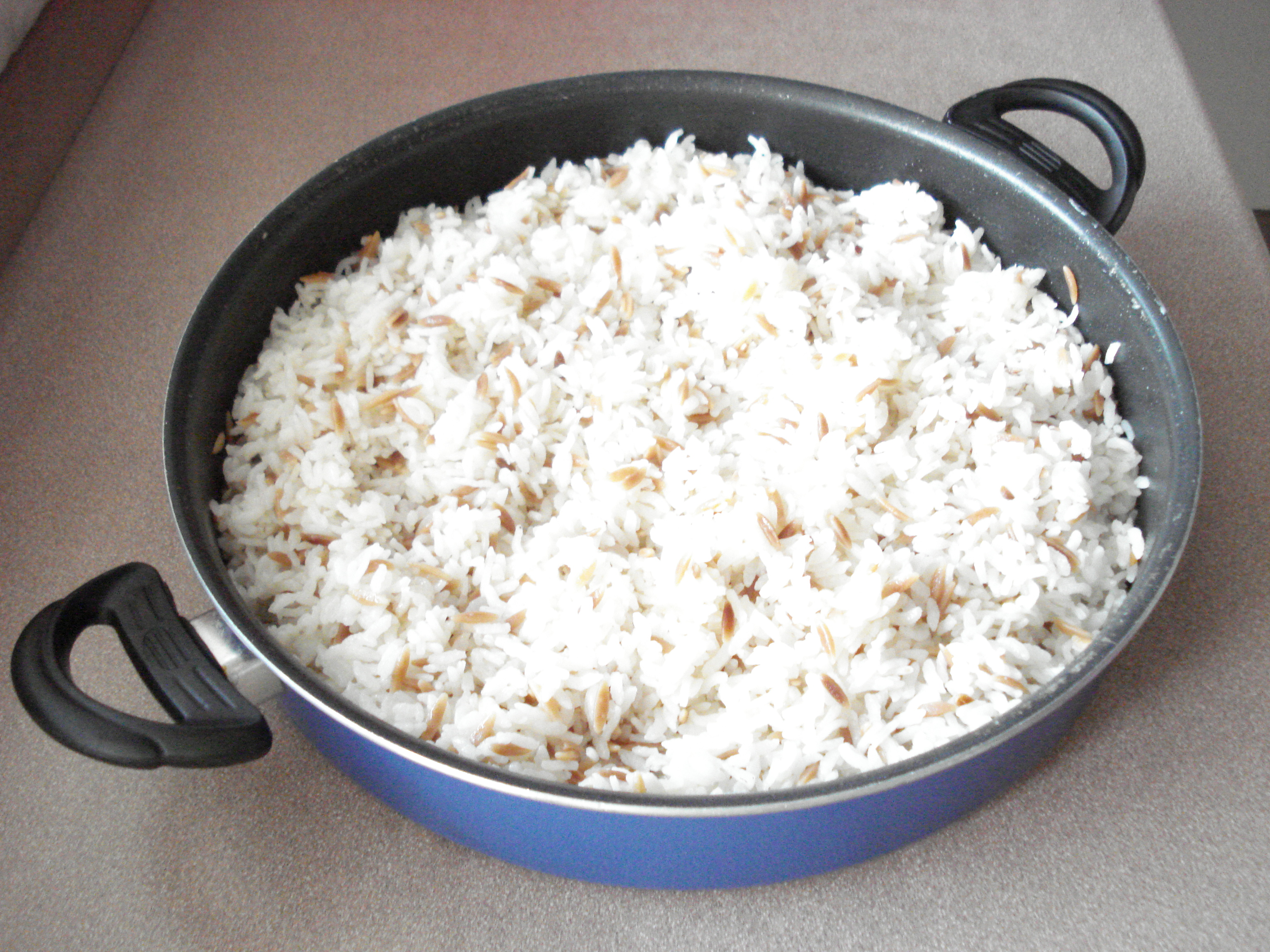
Pulav.
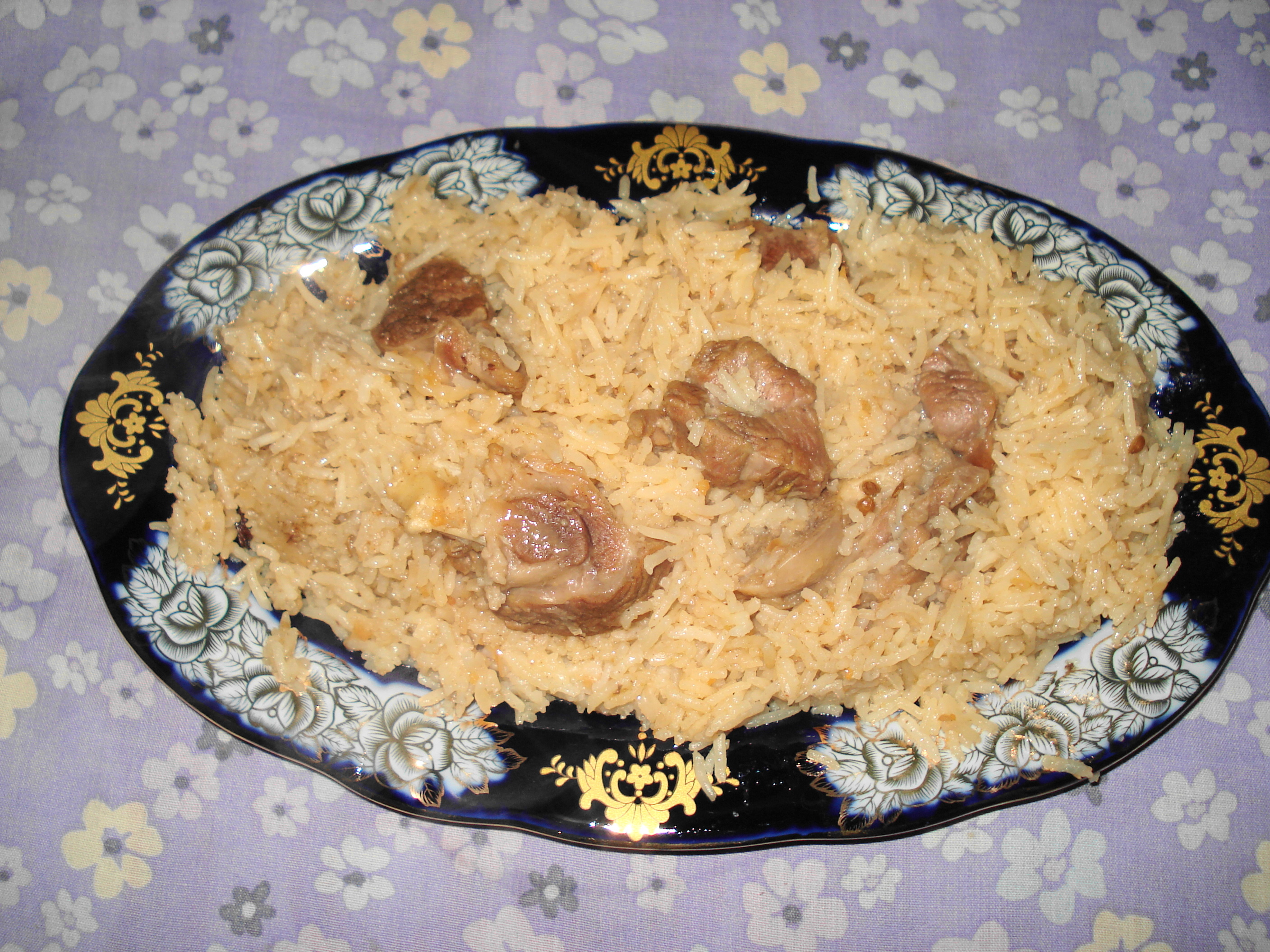
Pullao
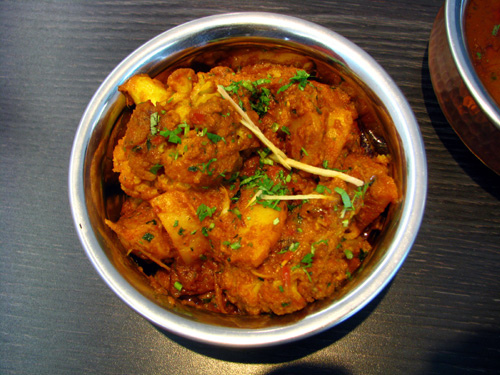
Alu gobhi.
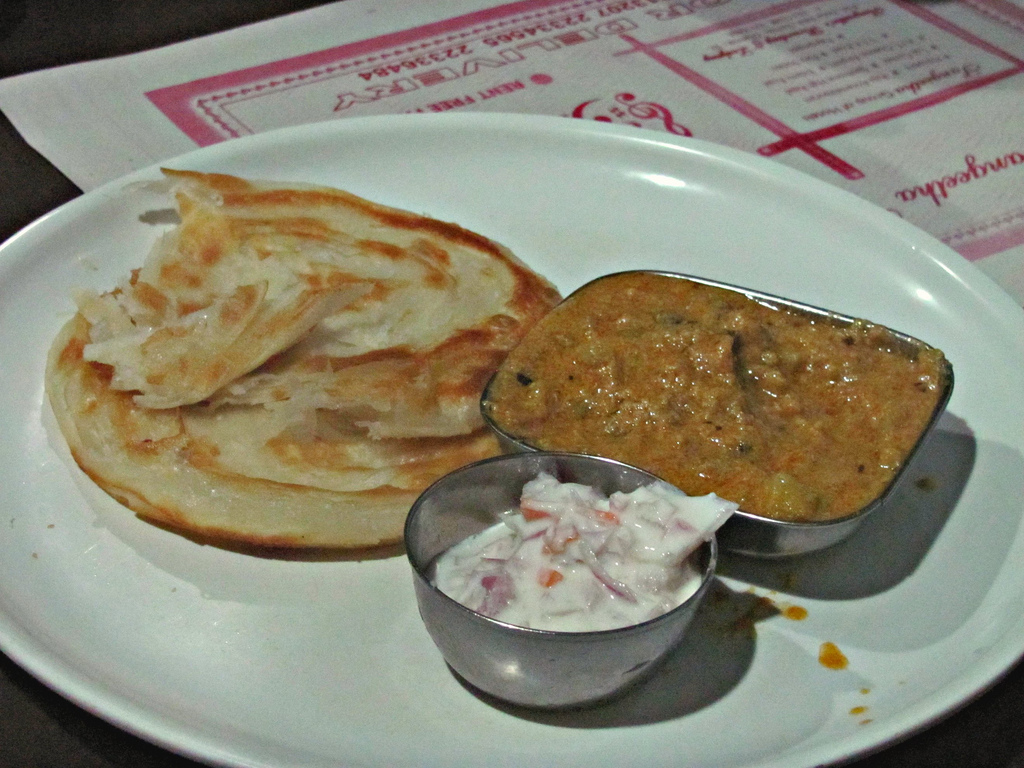
Desayuno.
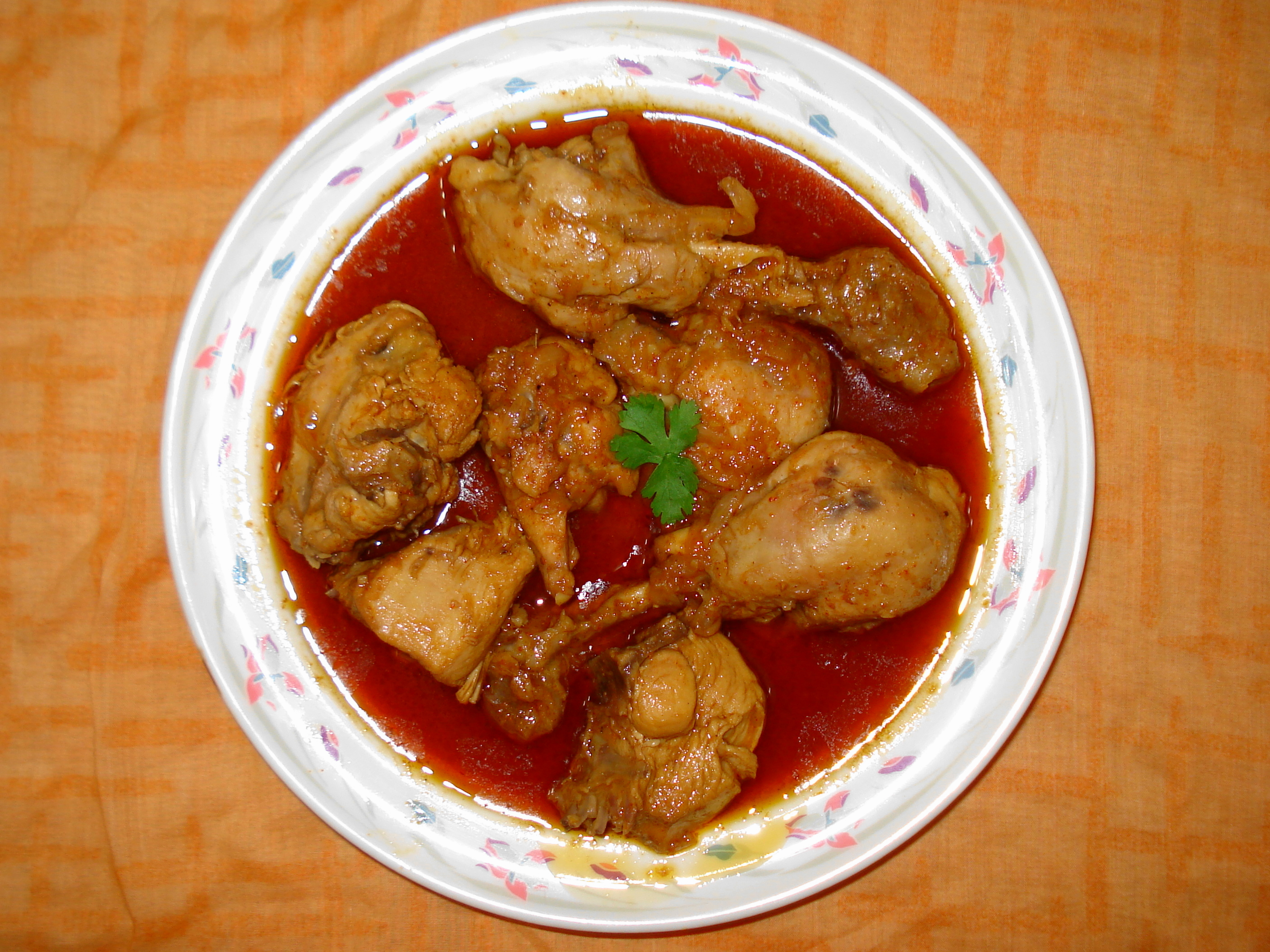
Pollo al curry.
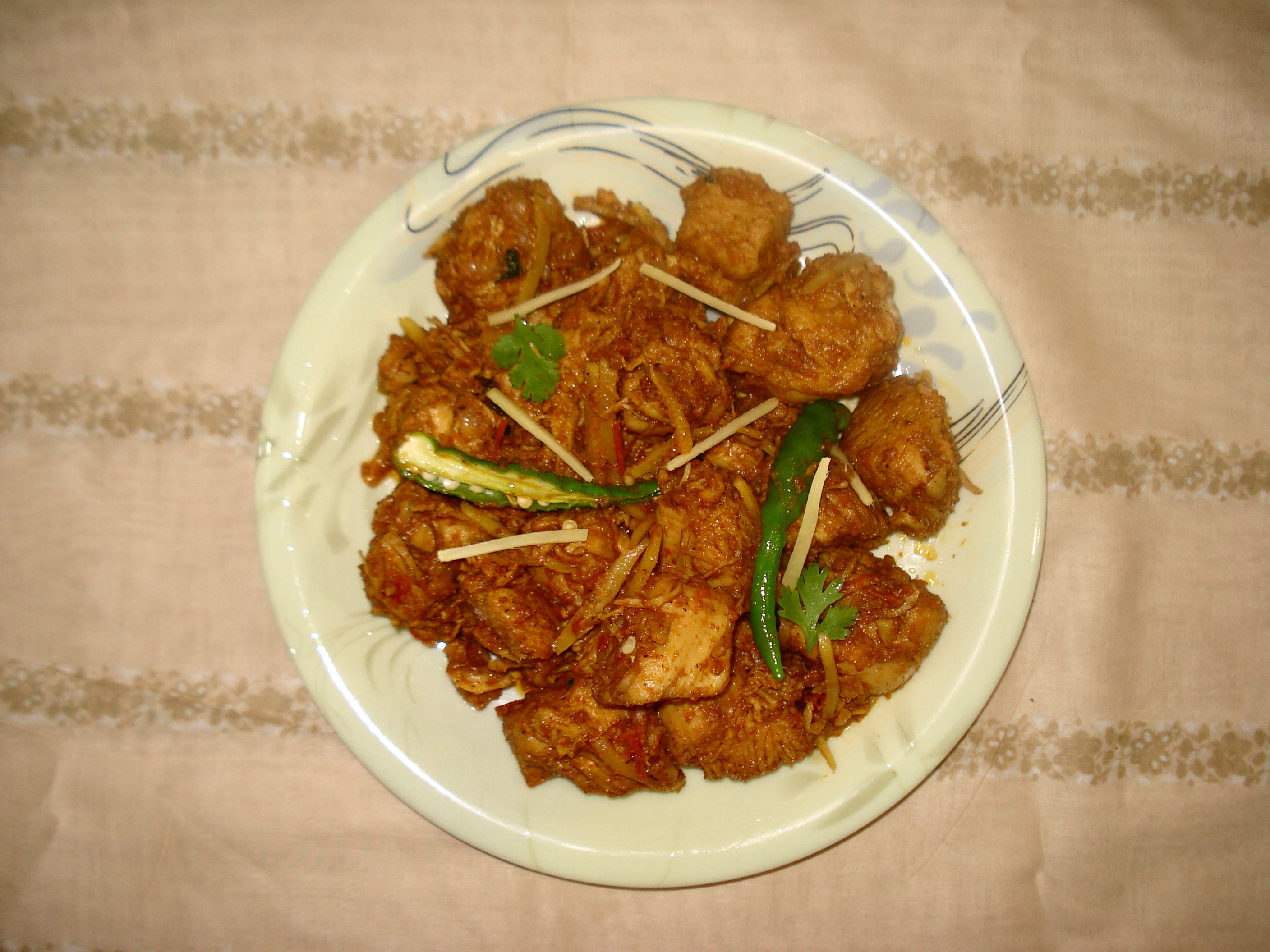
Pollo al jengibre.
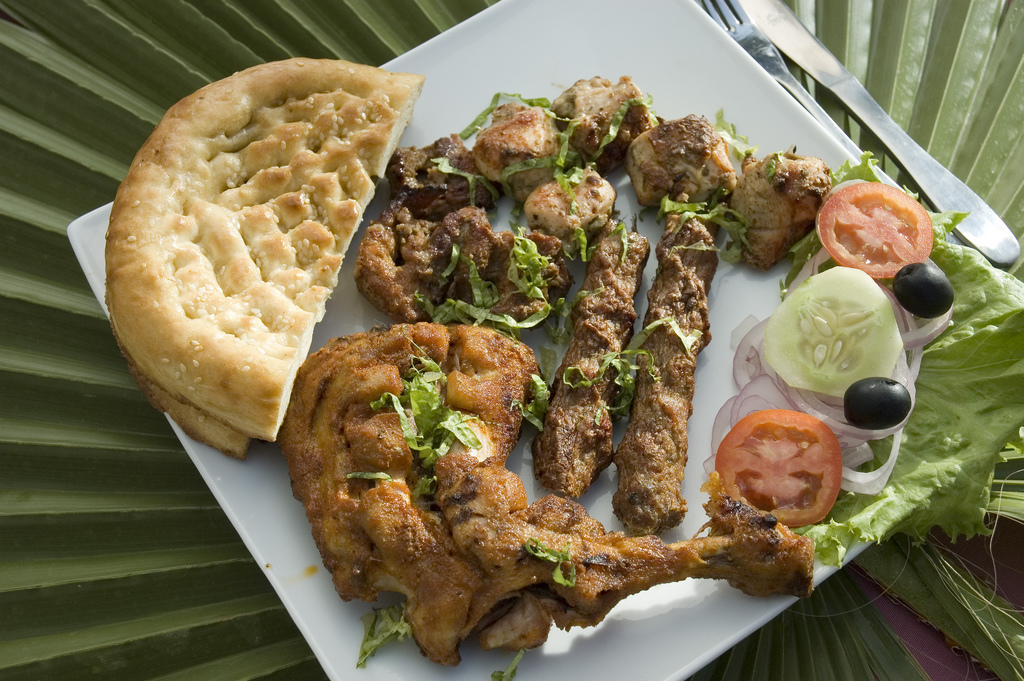
Pollo tikka al asador.
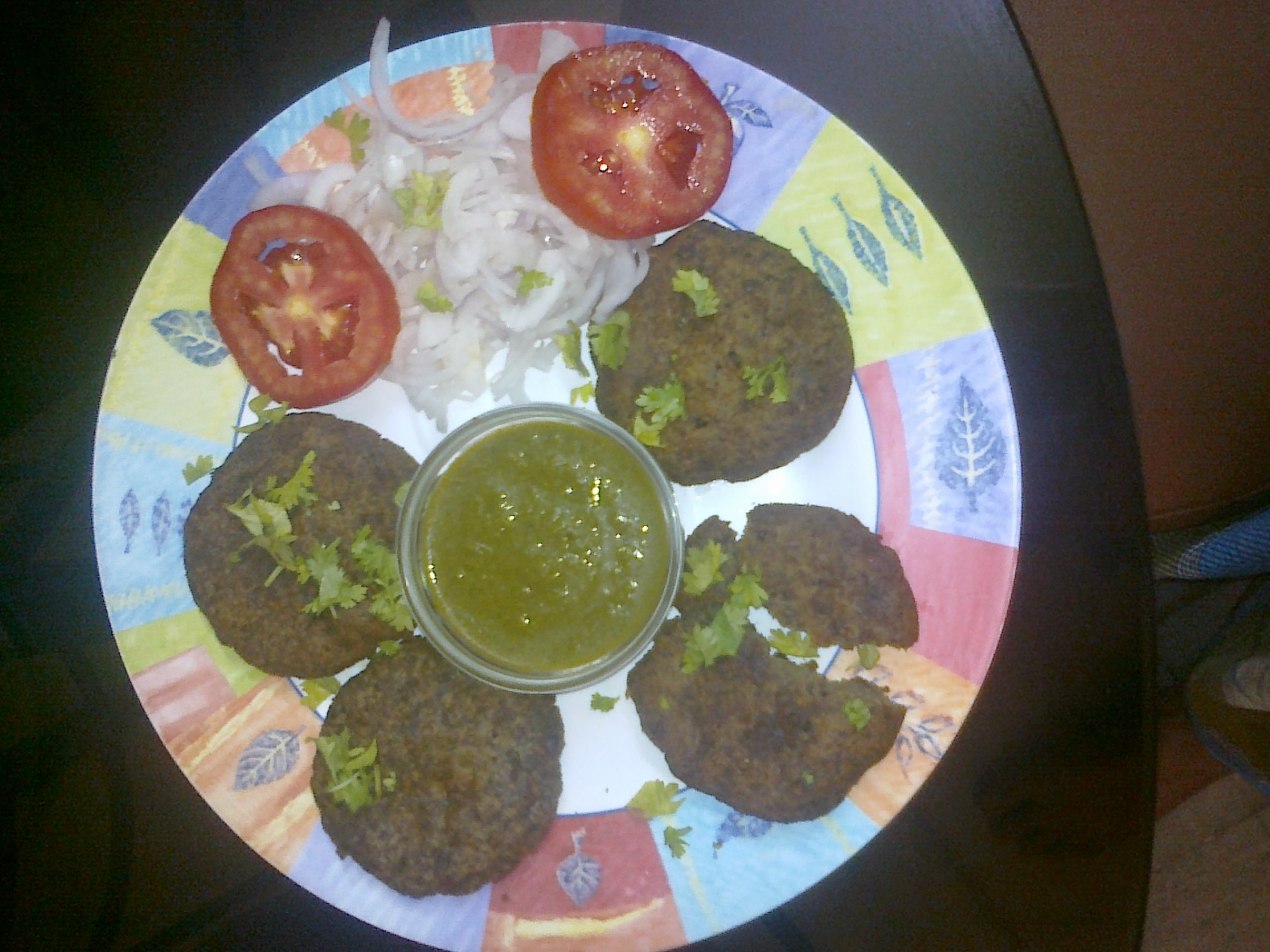
Shami kebab.
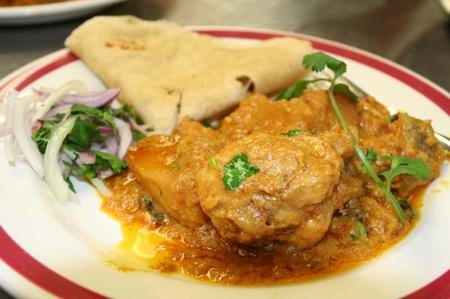
Pollo al curry con Chapati.
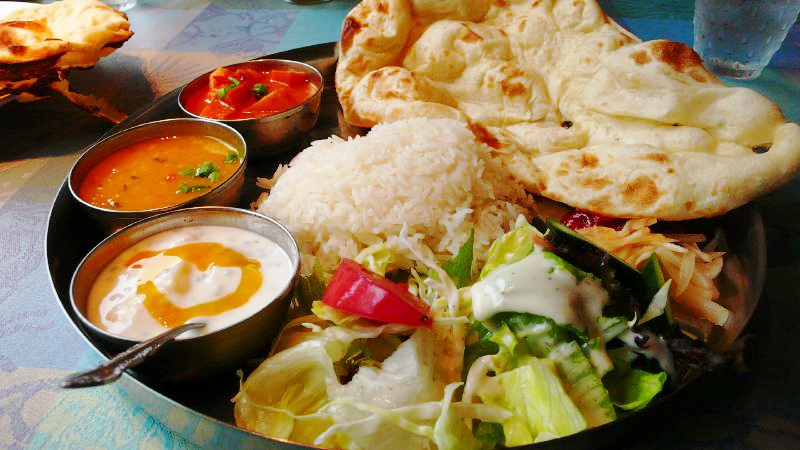
Uttar Pradeshi thali.
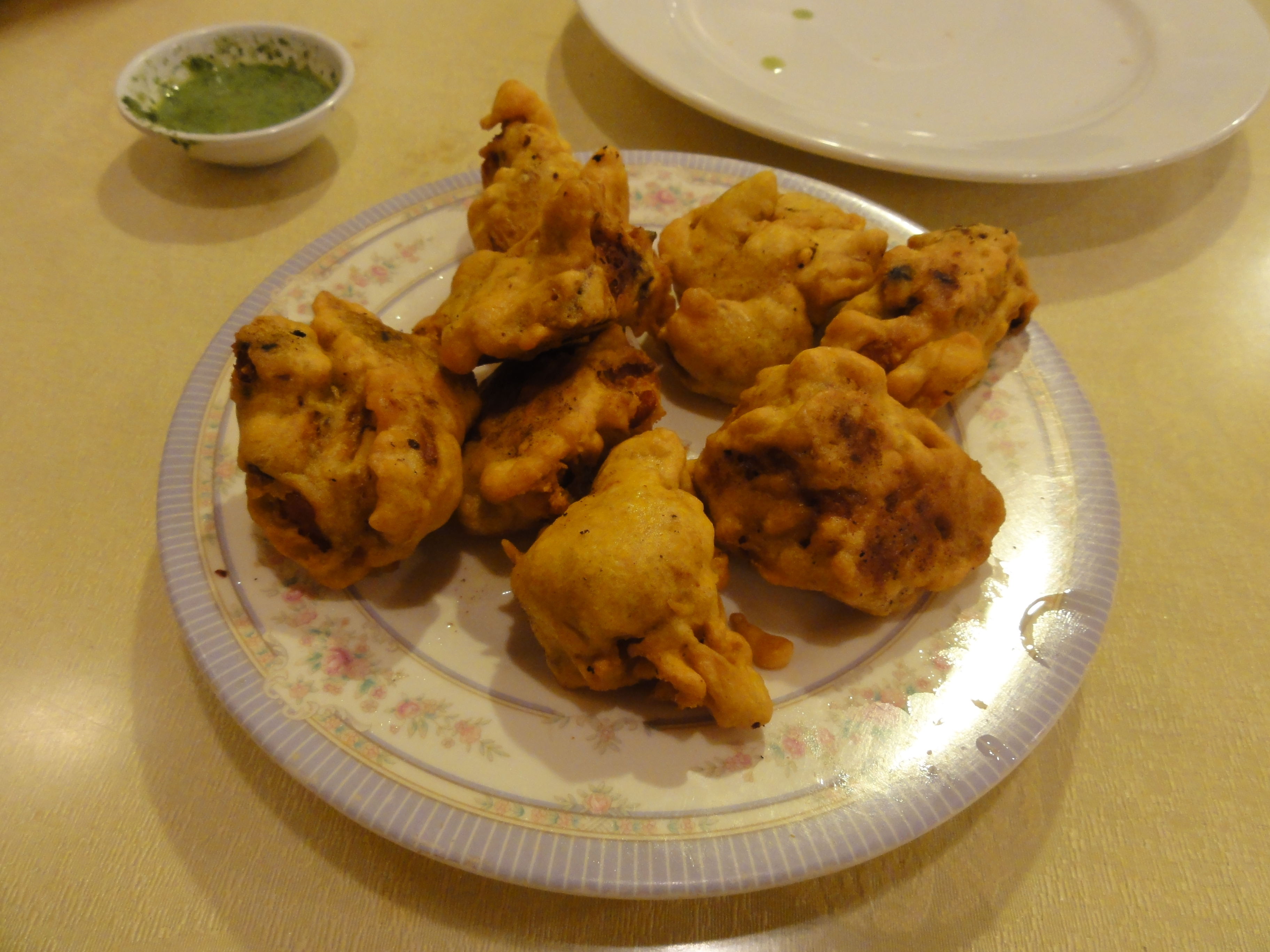
Pollo pakauda avadhi .
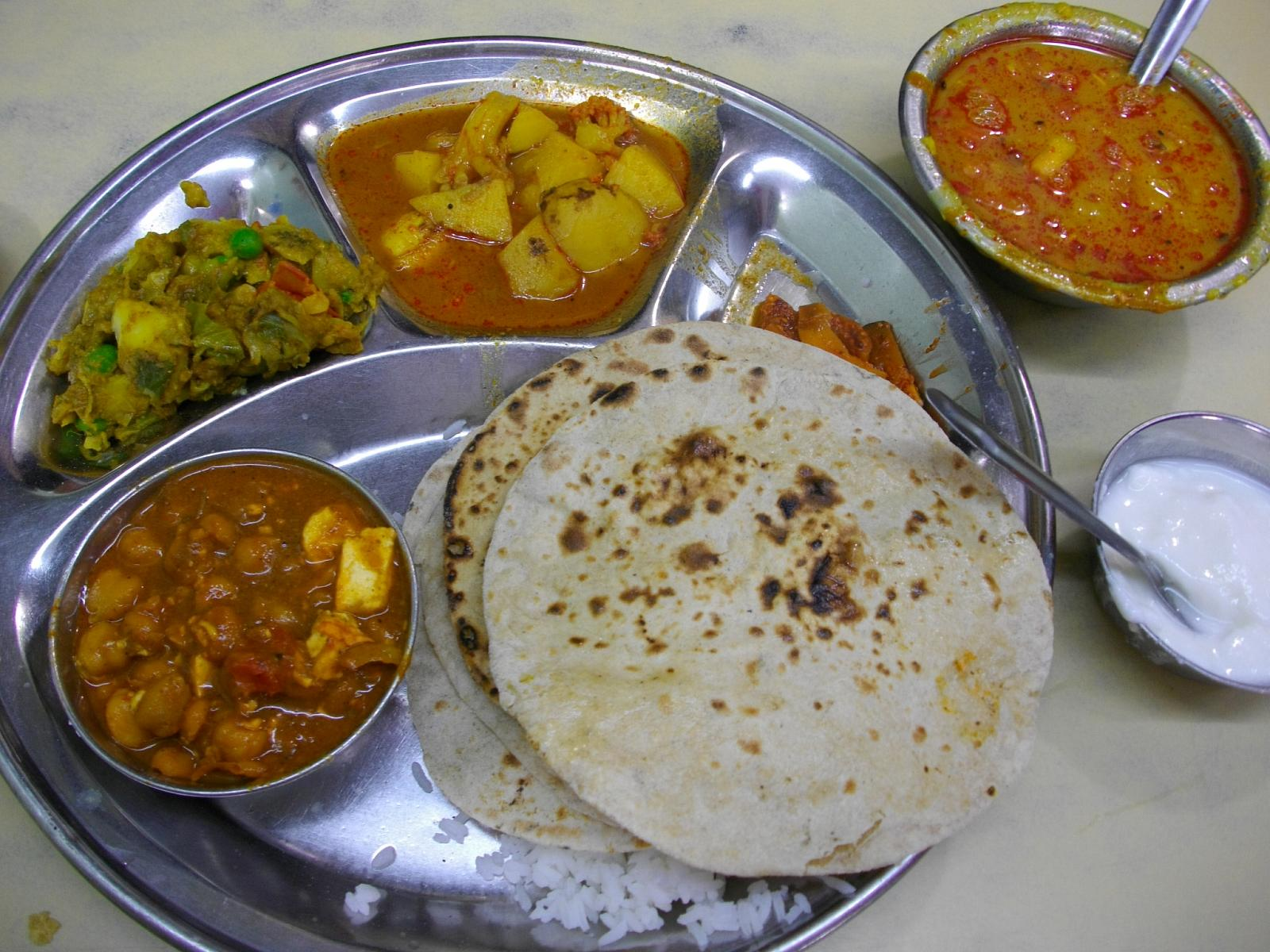
Vegetales thali.
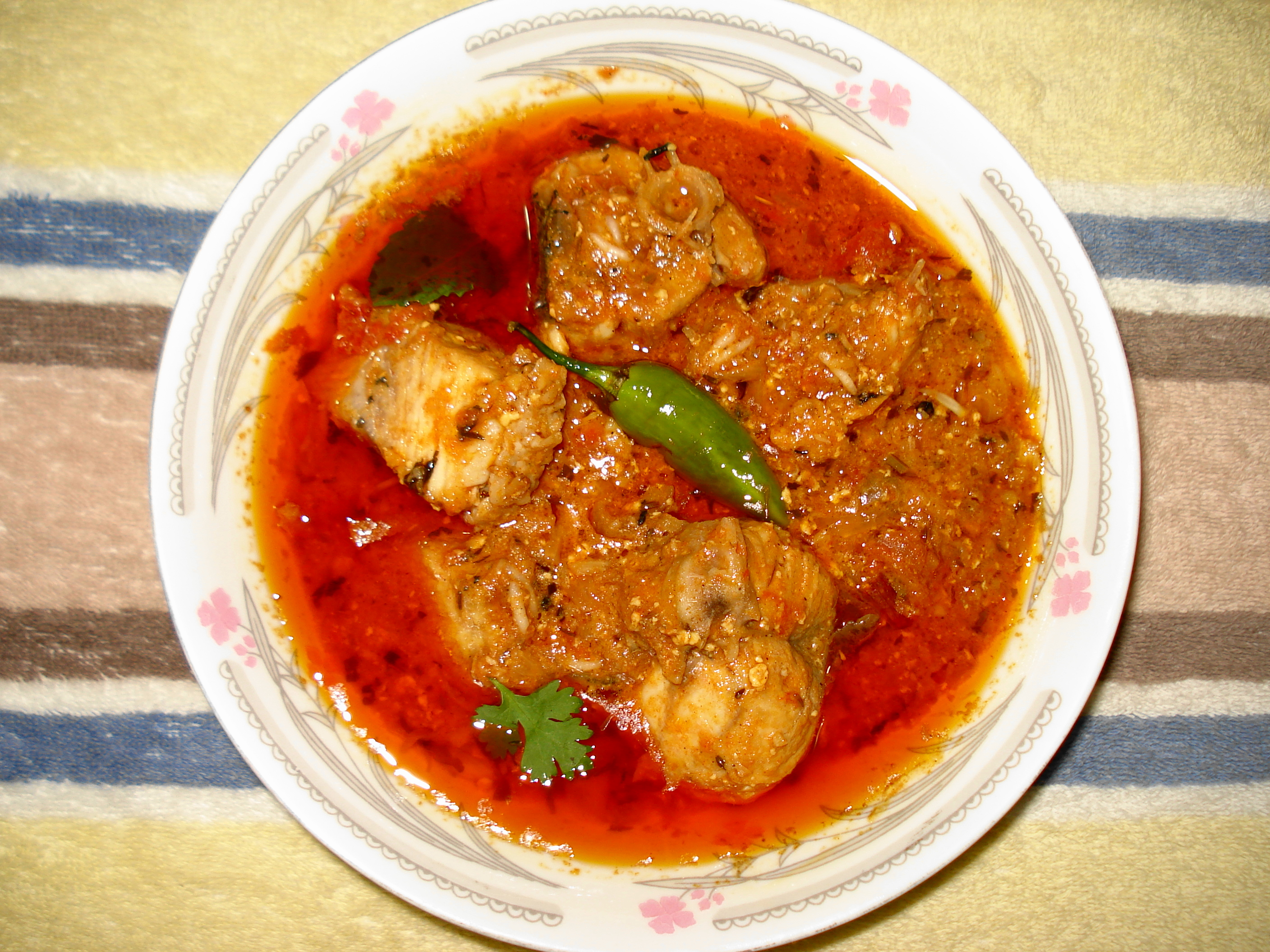
Curry de pescado.
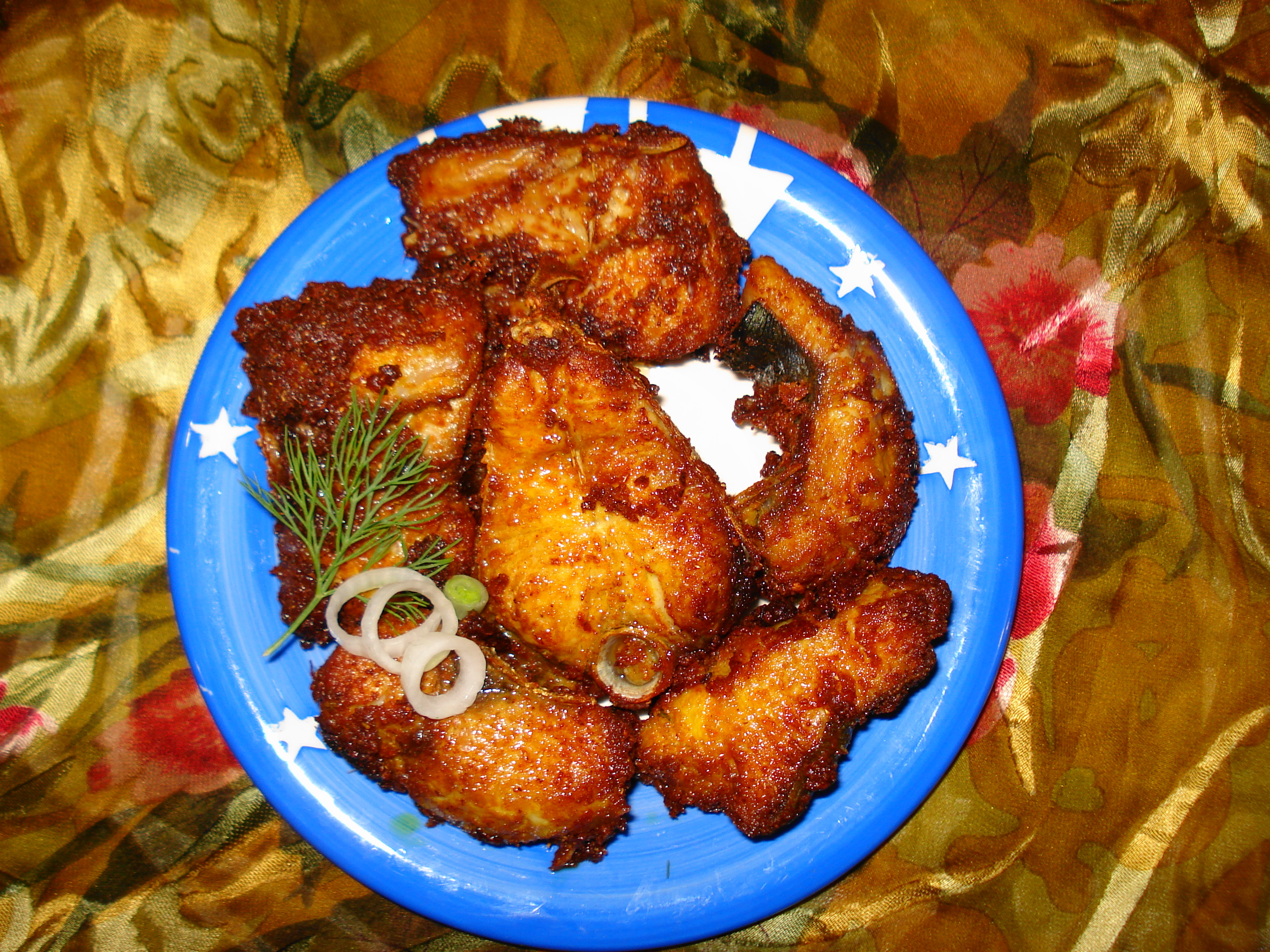
Pescado frito.
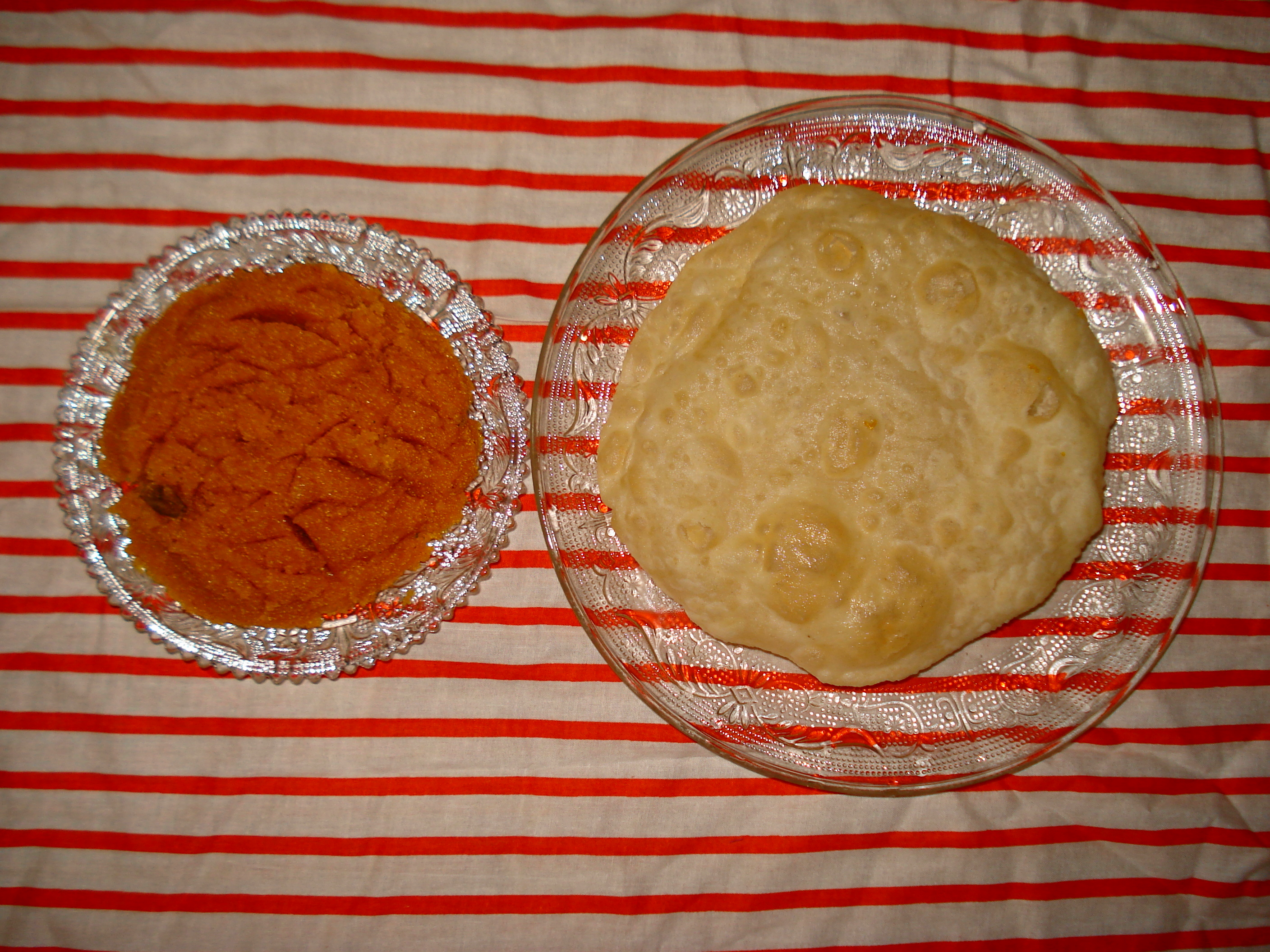
Halva Poori.
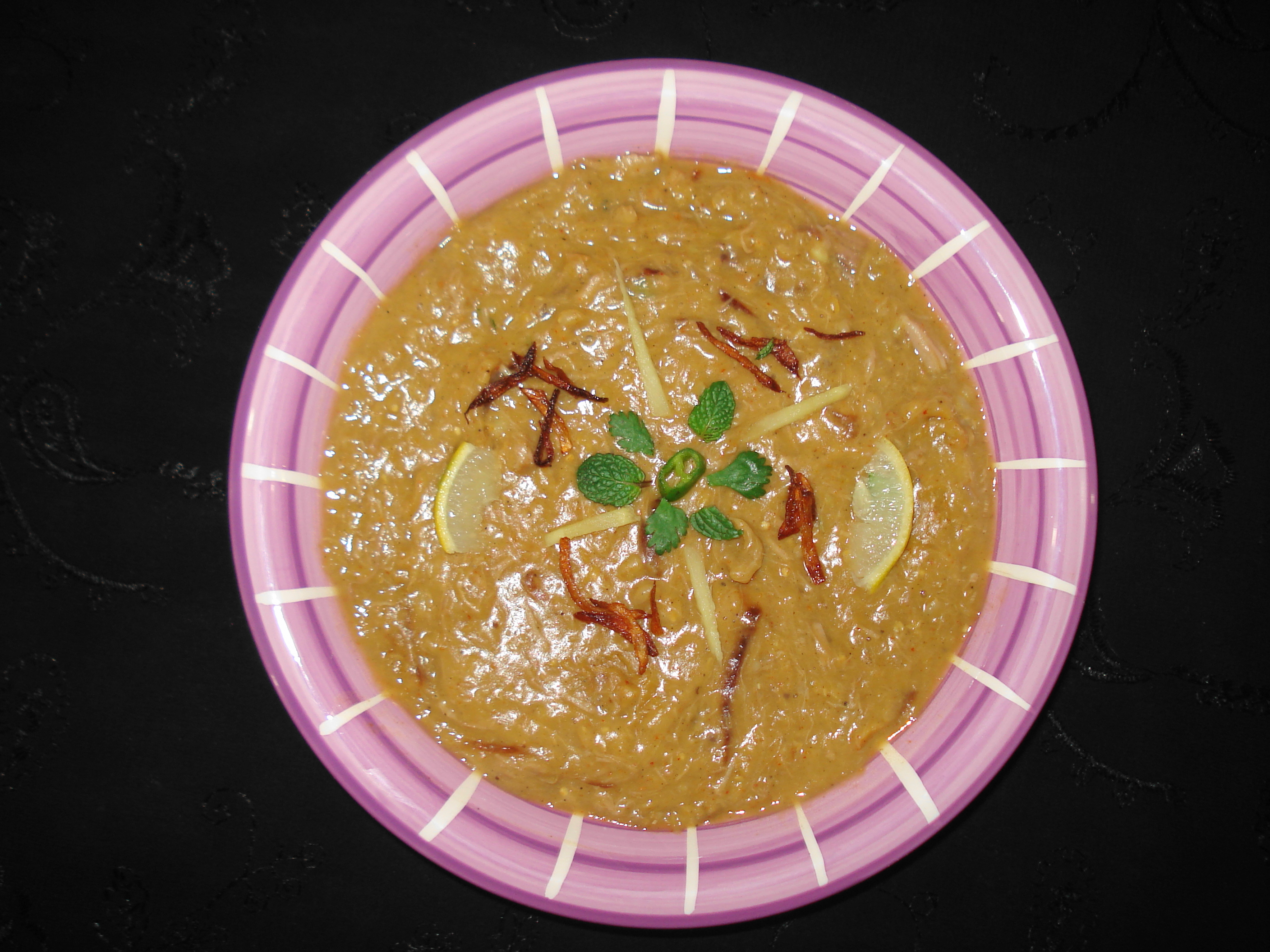
Haleem (Khichda).
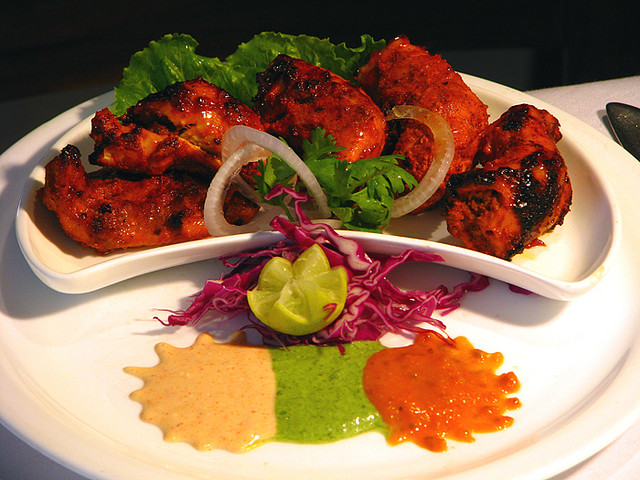
Pollo Tanduri.
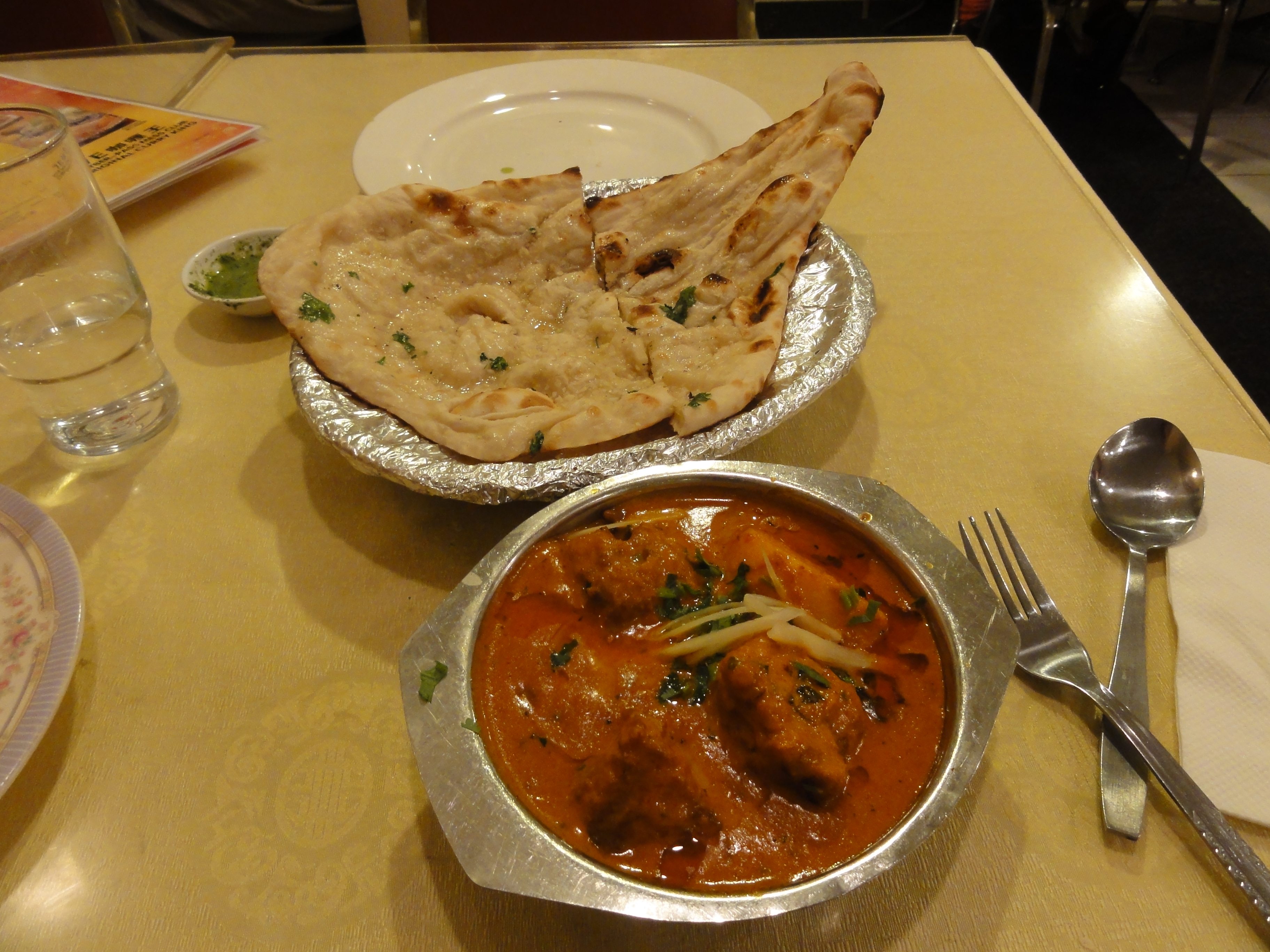
Naan con curry de pescado.
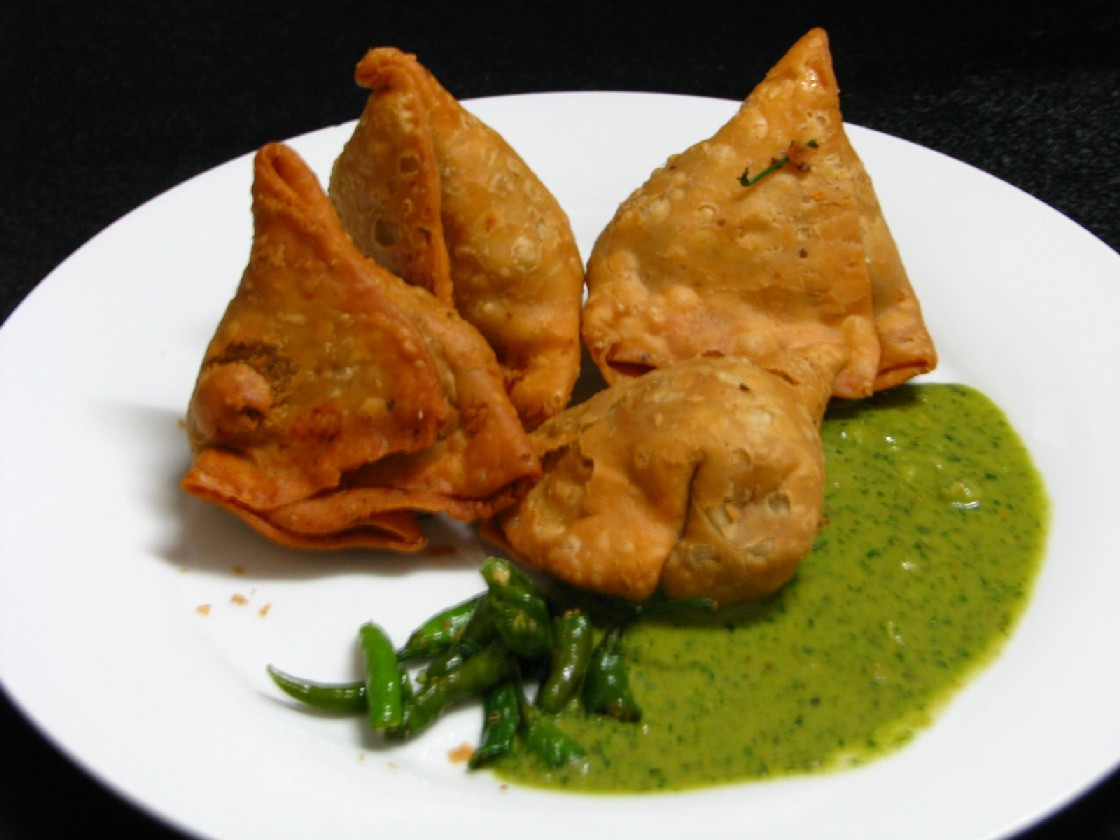
Samosa servido con chutney.
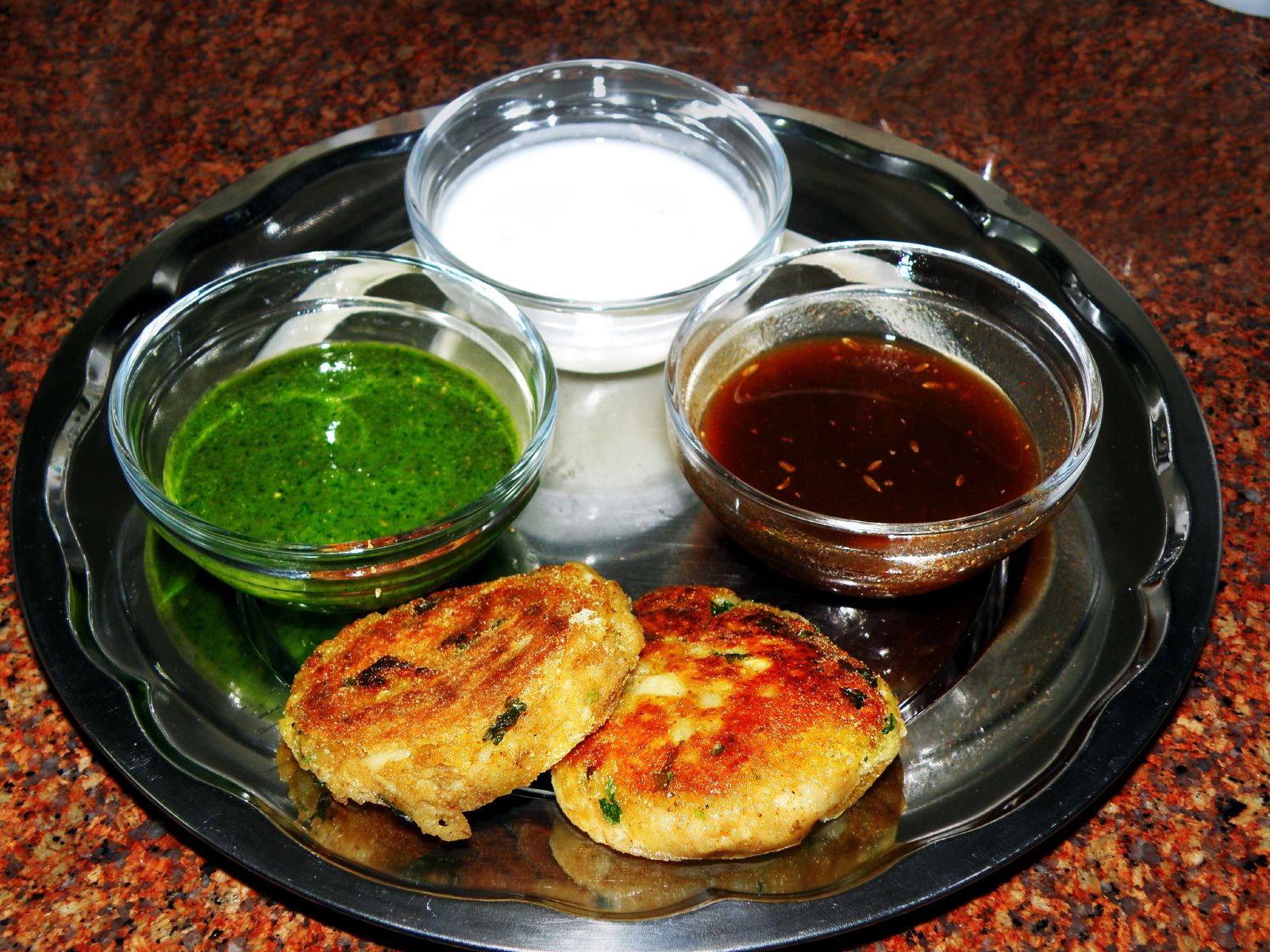
Aloo tikki, chutneys, y dahi.
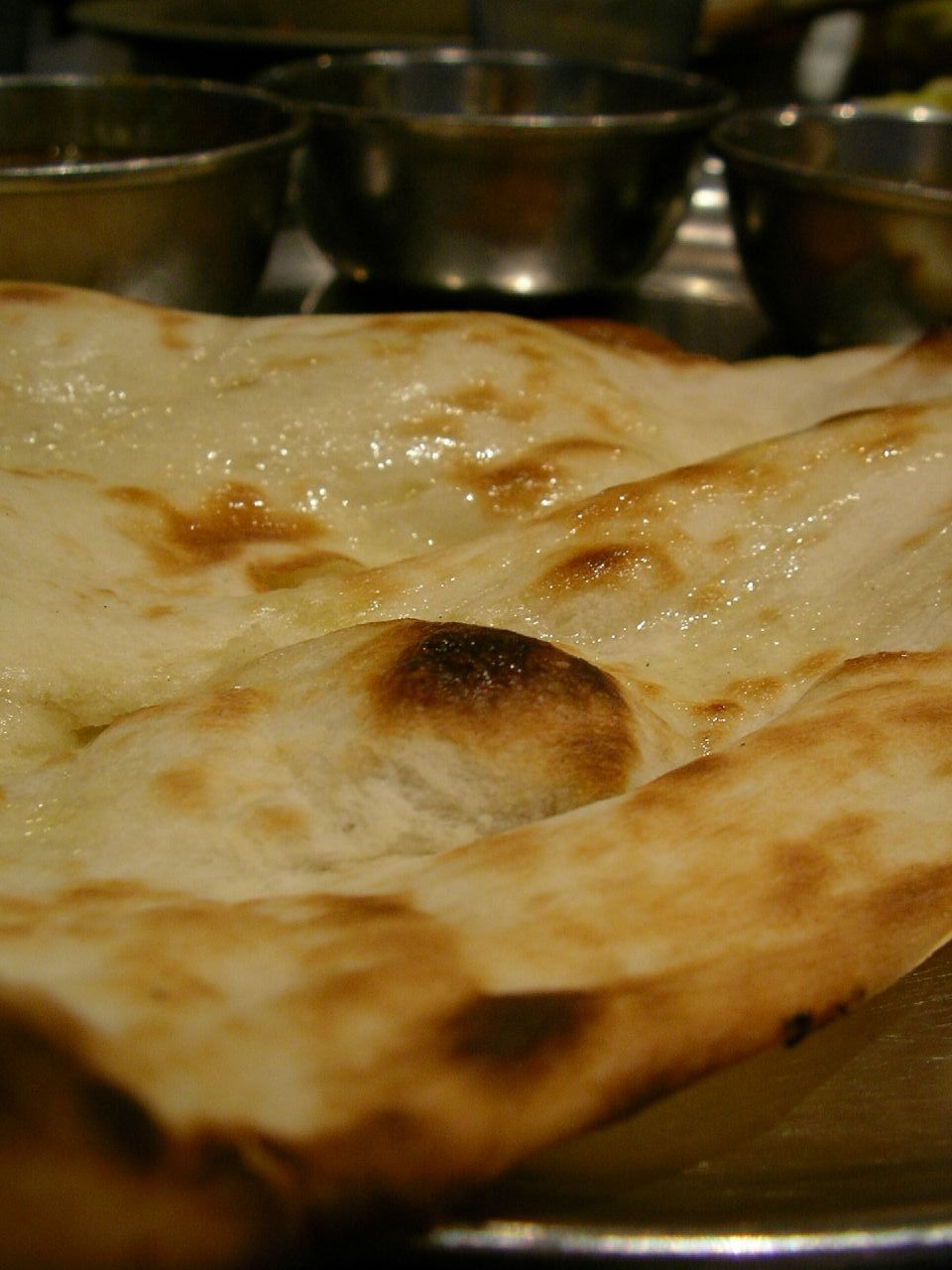
Naan pan de Awadh.
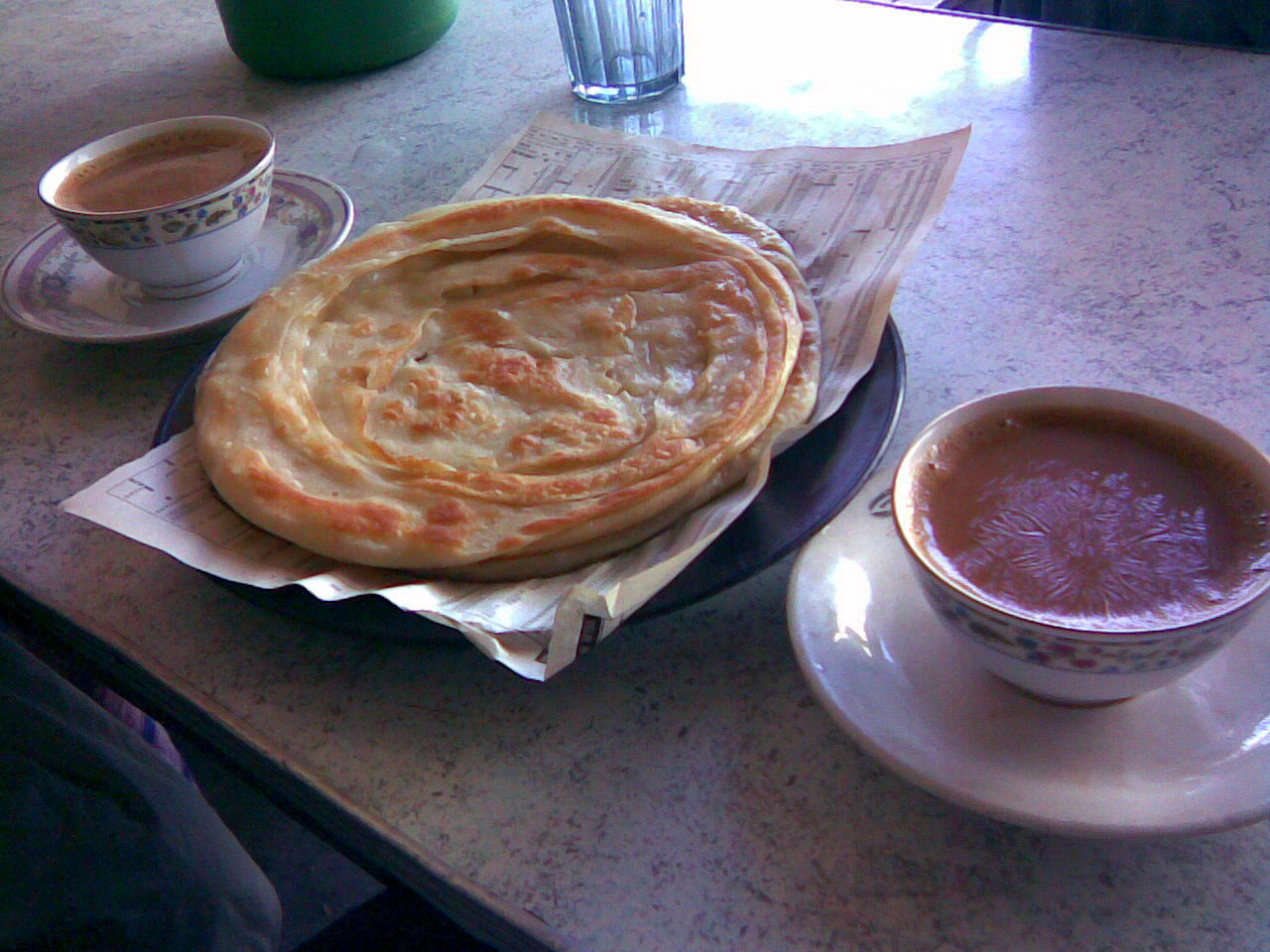
Paratha servido con té.
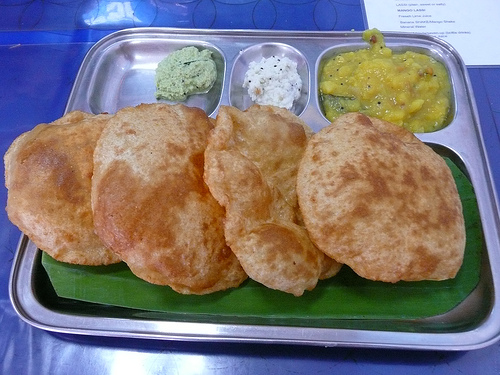
puri con acompañamientos.
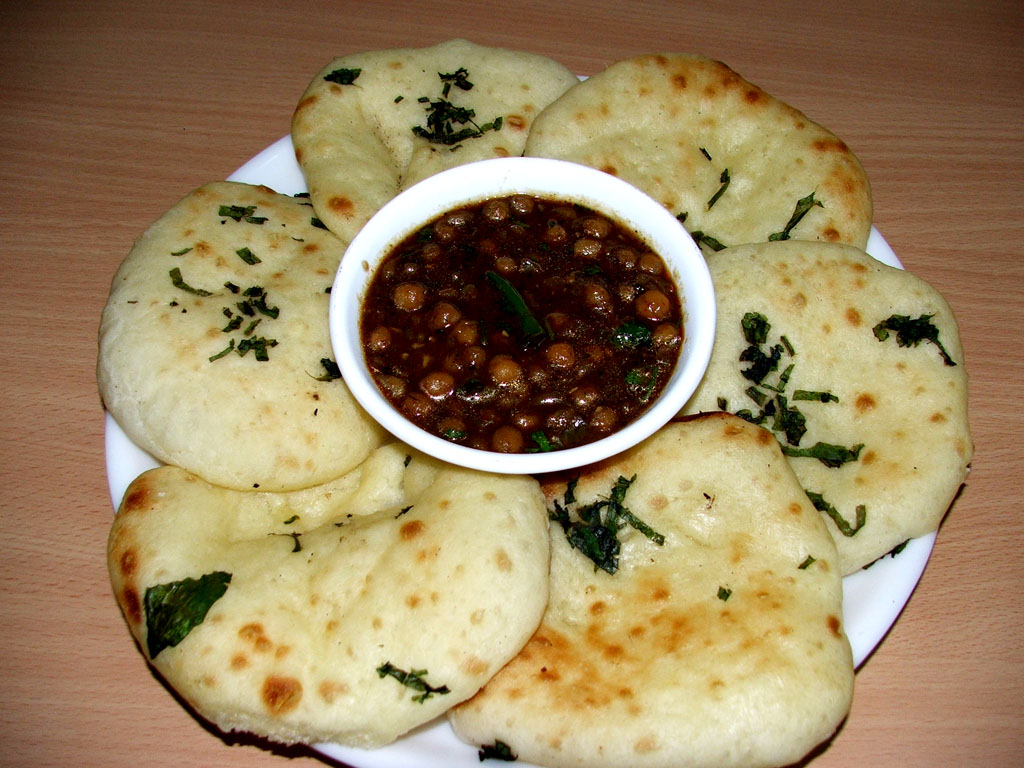
Kulcha con chhole.
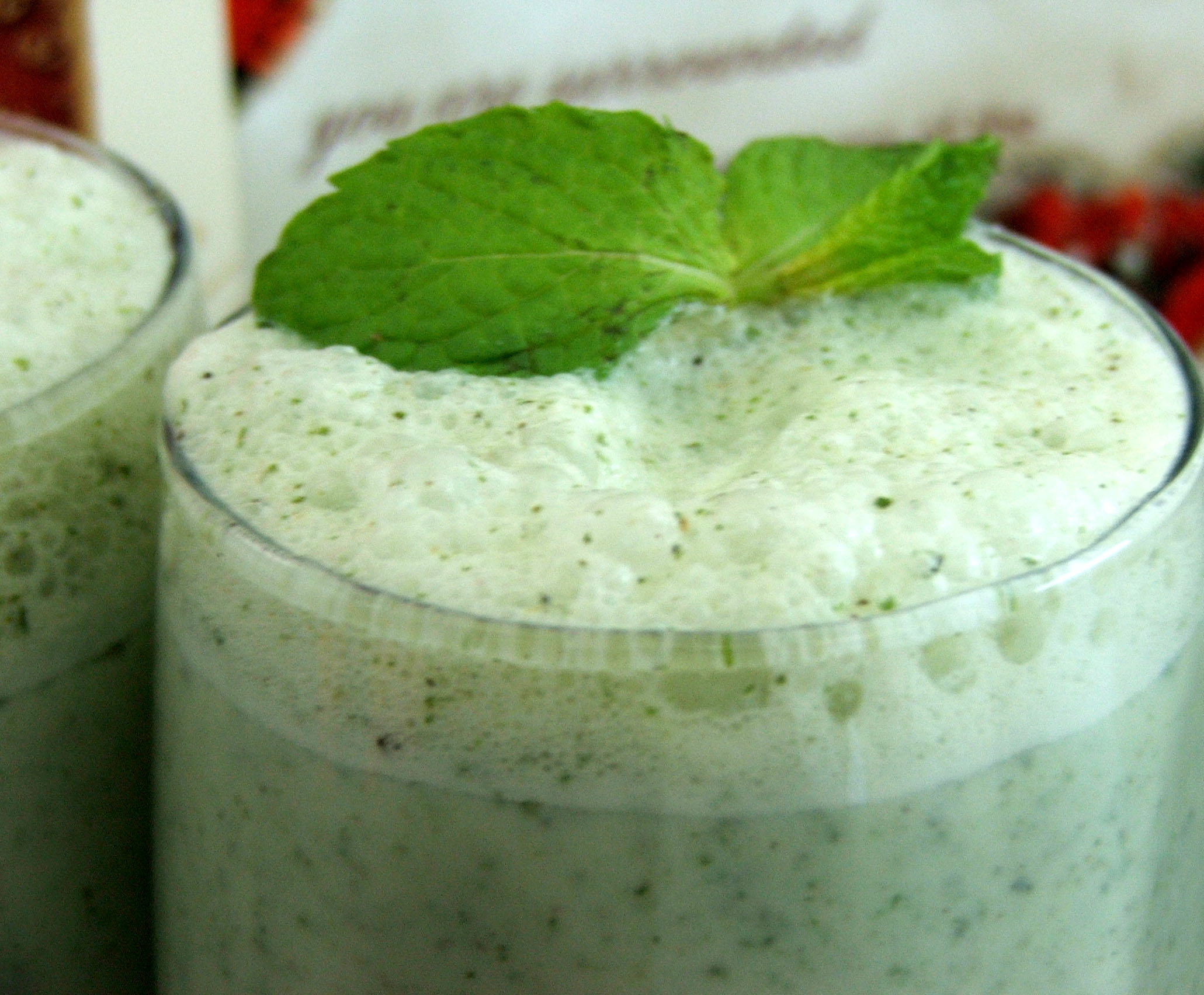
Lassi con menta.
Awadhi prawns.
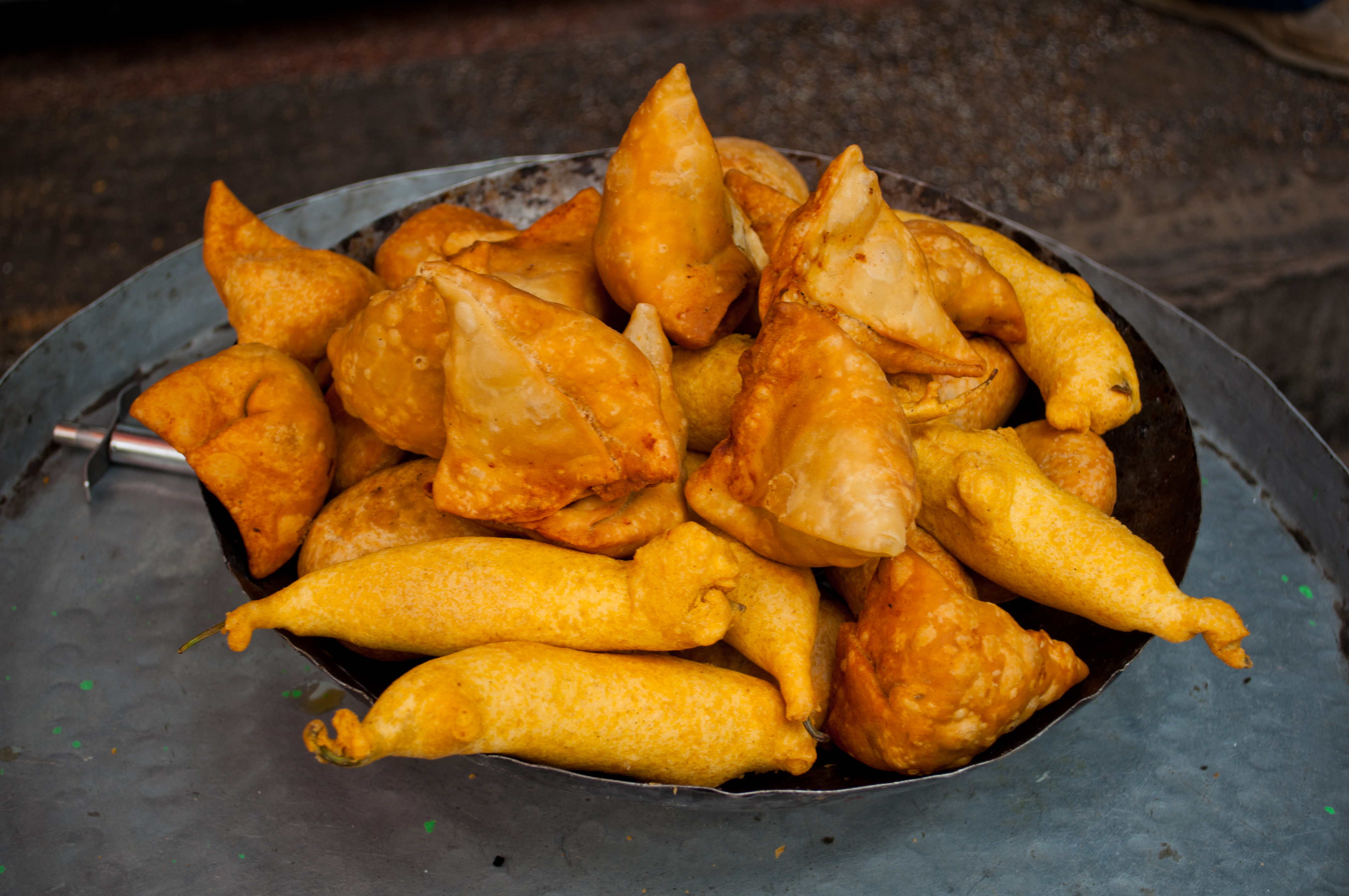
Awadhi samosa.
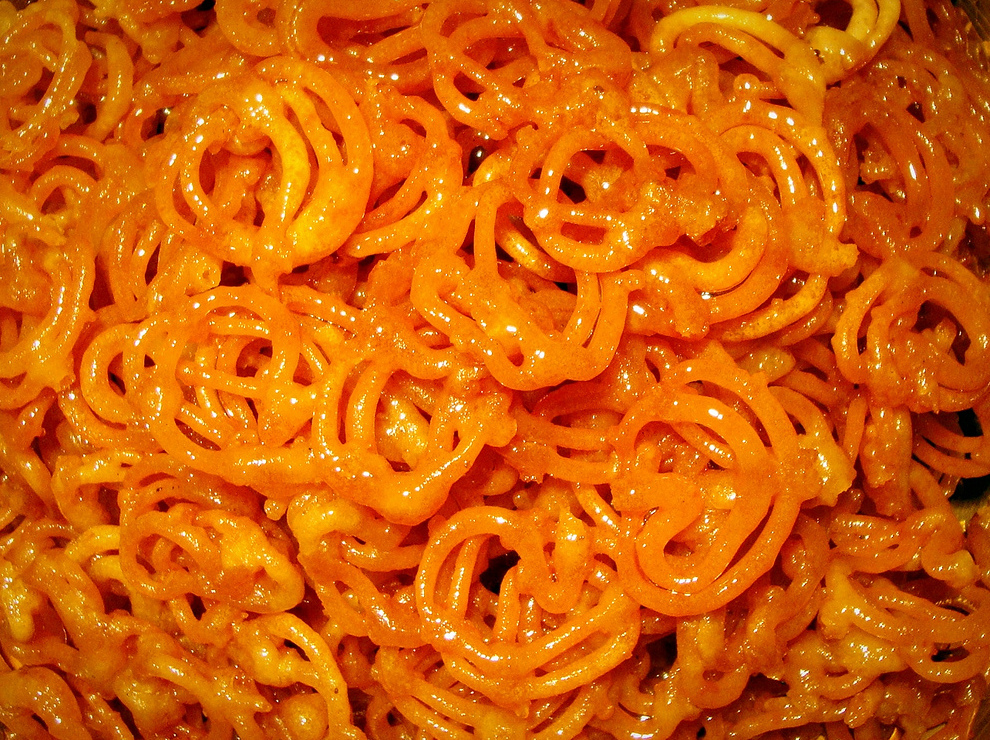
Awadhi jalebi.
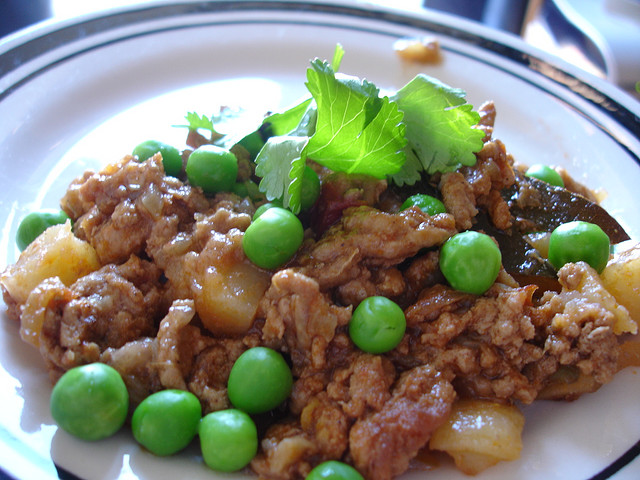
Awadhi kheema.
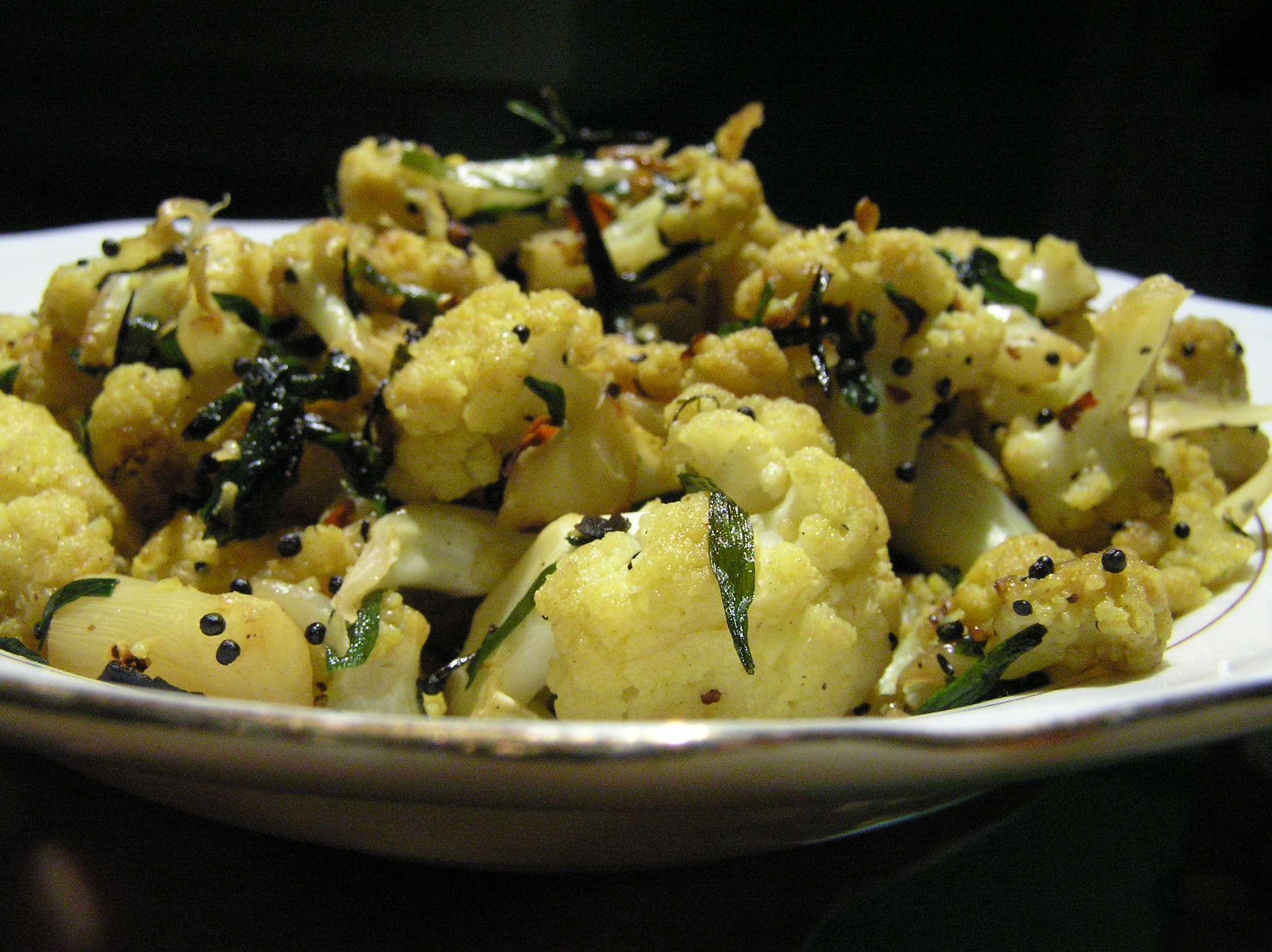
Awadhi gobhi.
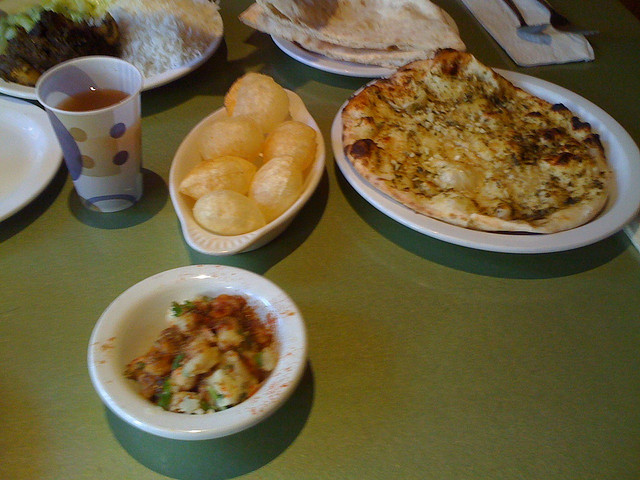
Awadhi chaat.
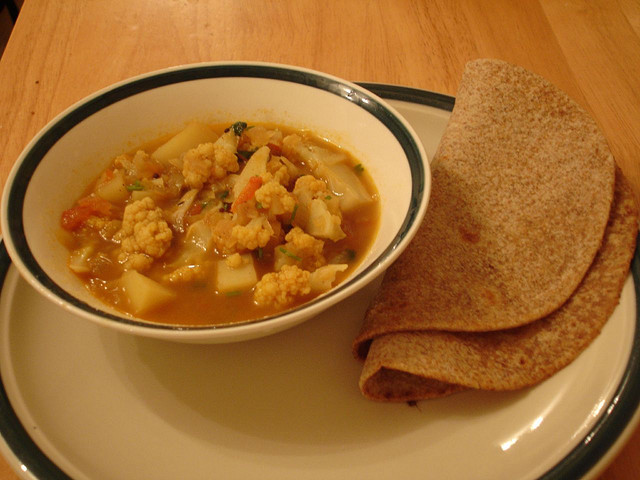
Awadhi awadhi gobhi roti.
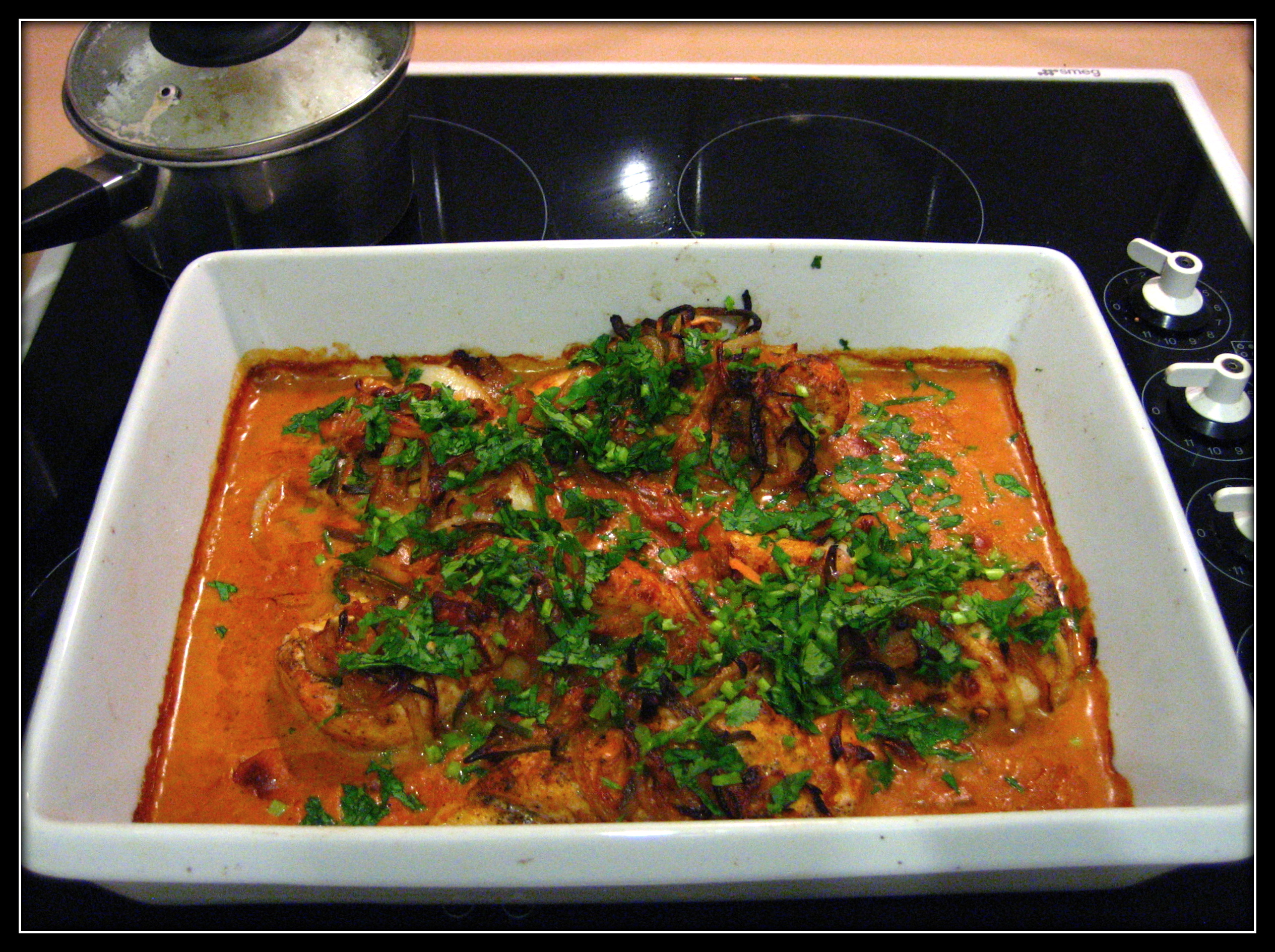
Pollo al horno al estilo de Awadhi.
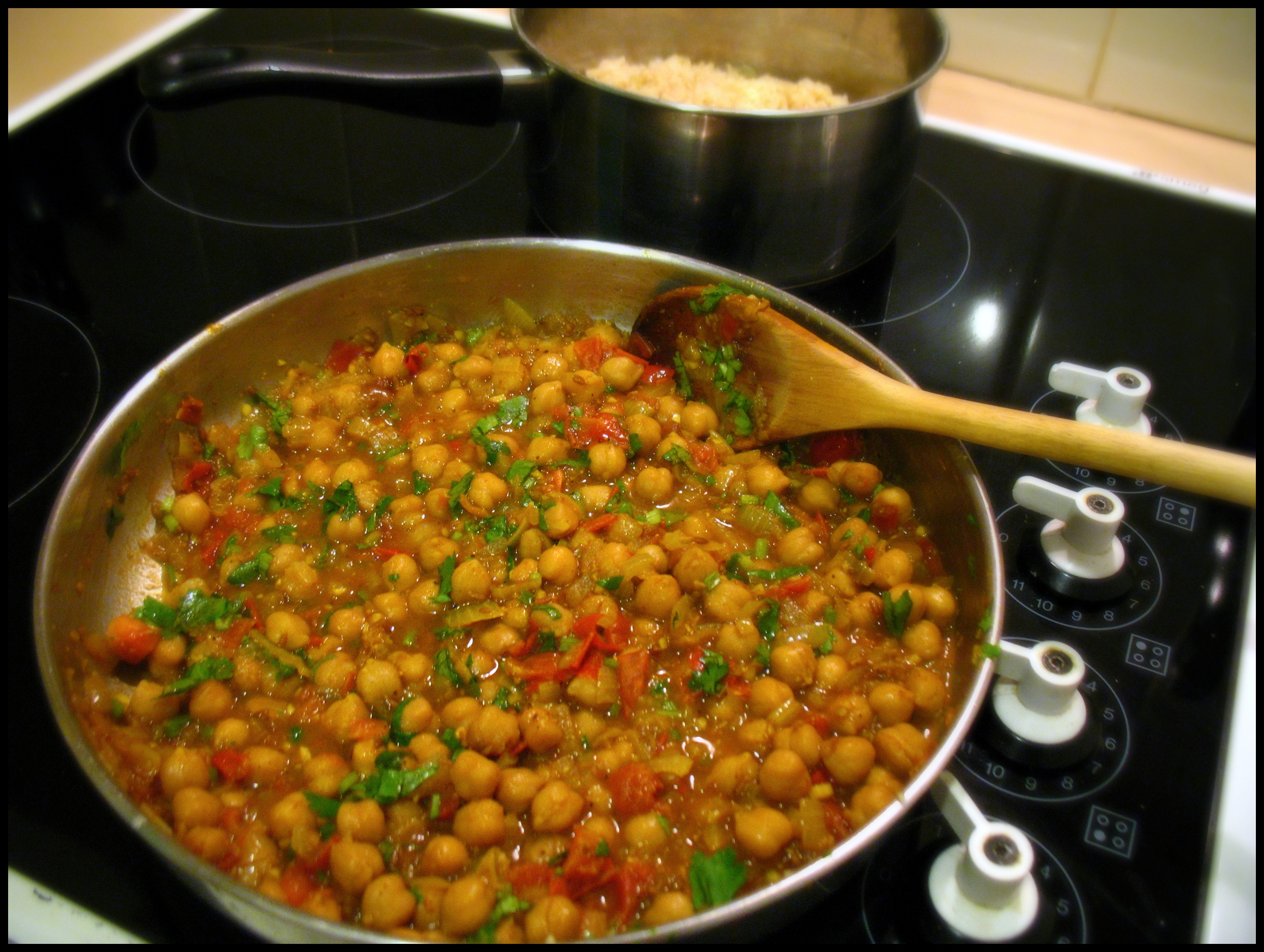
Awadhi chana.
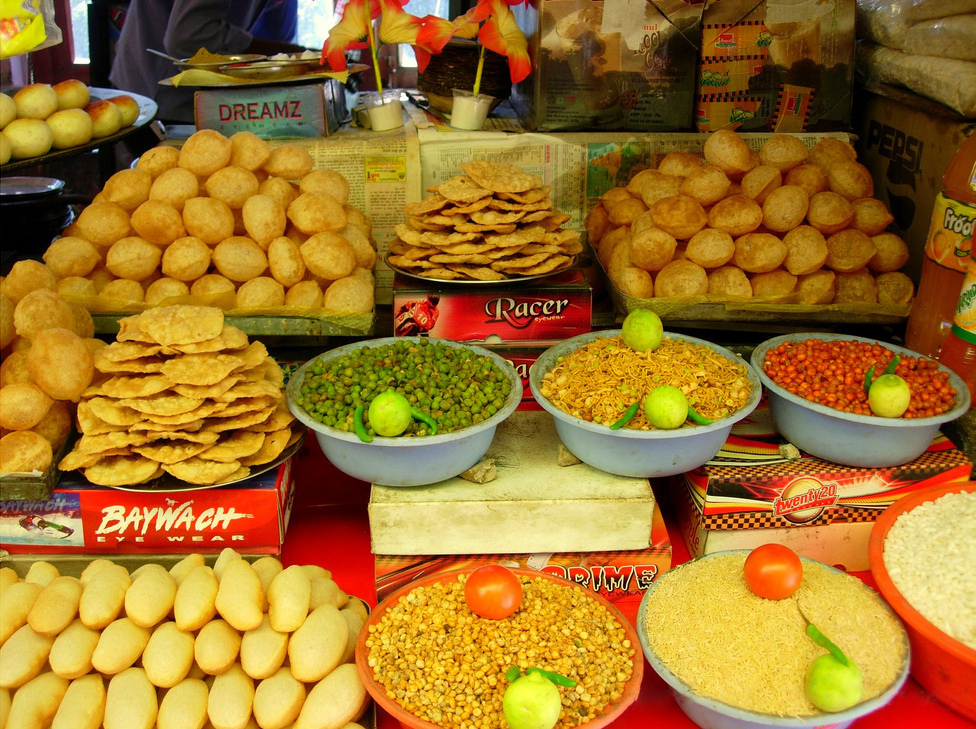
Awadhi chaat.
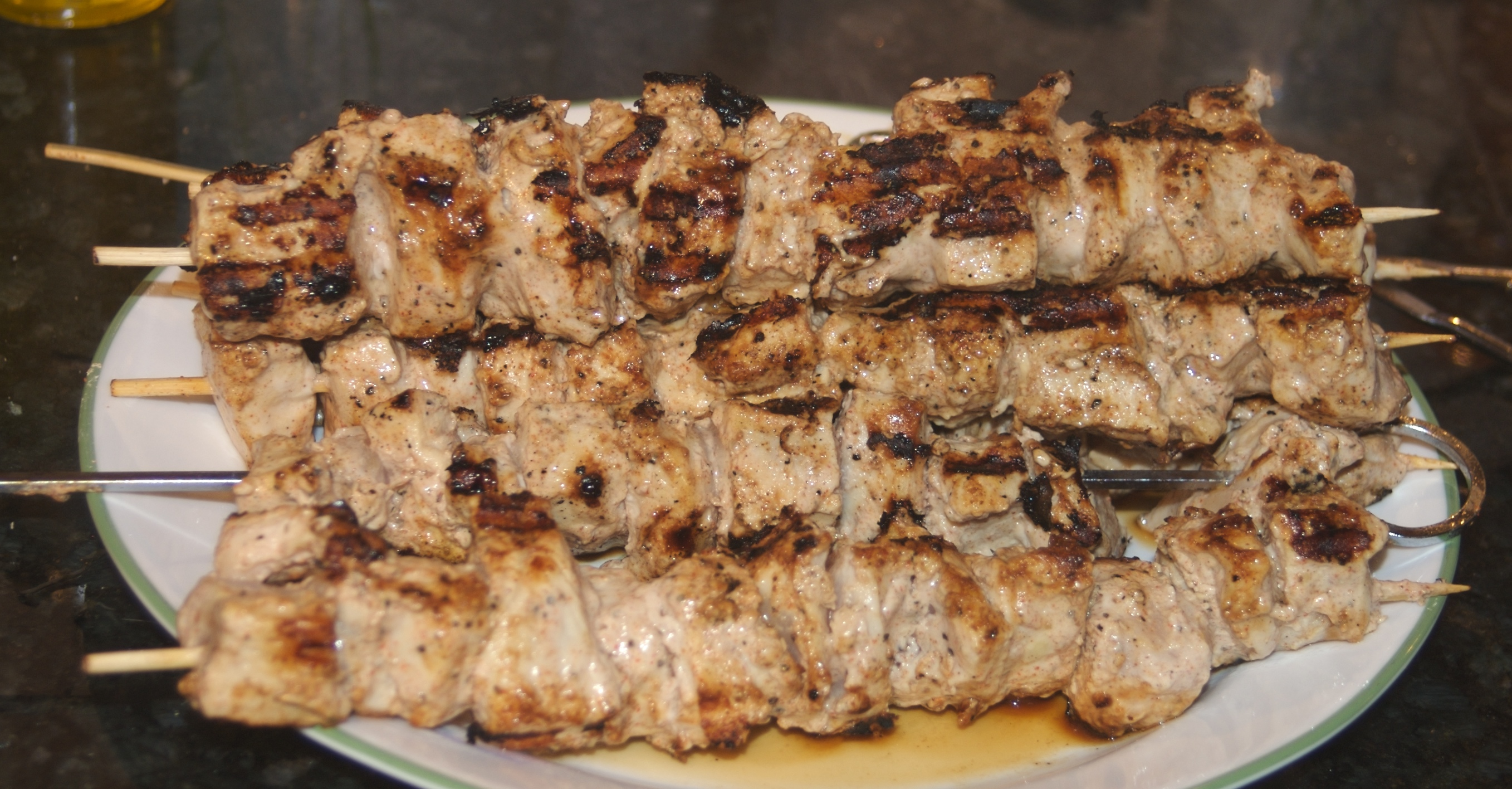
Awadhi seekh kebab.
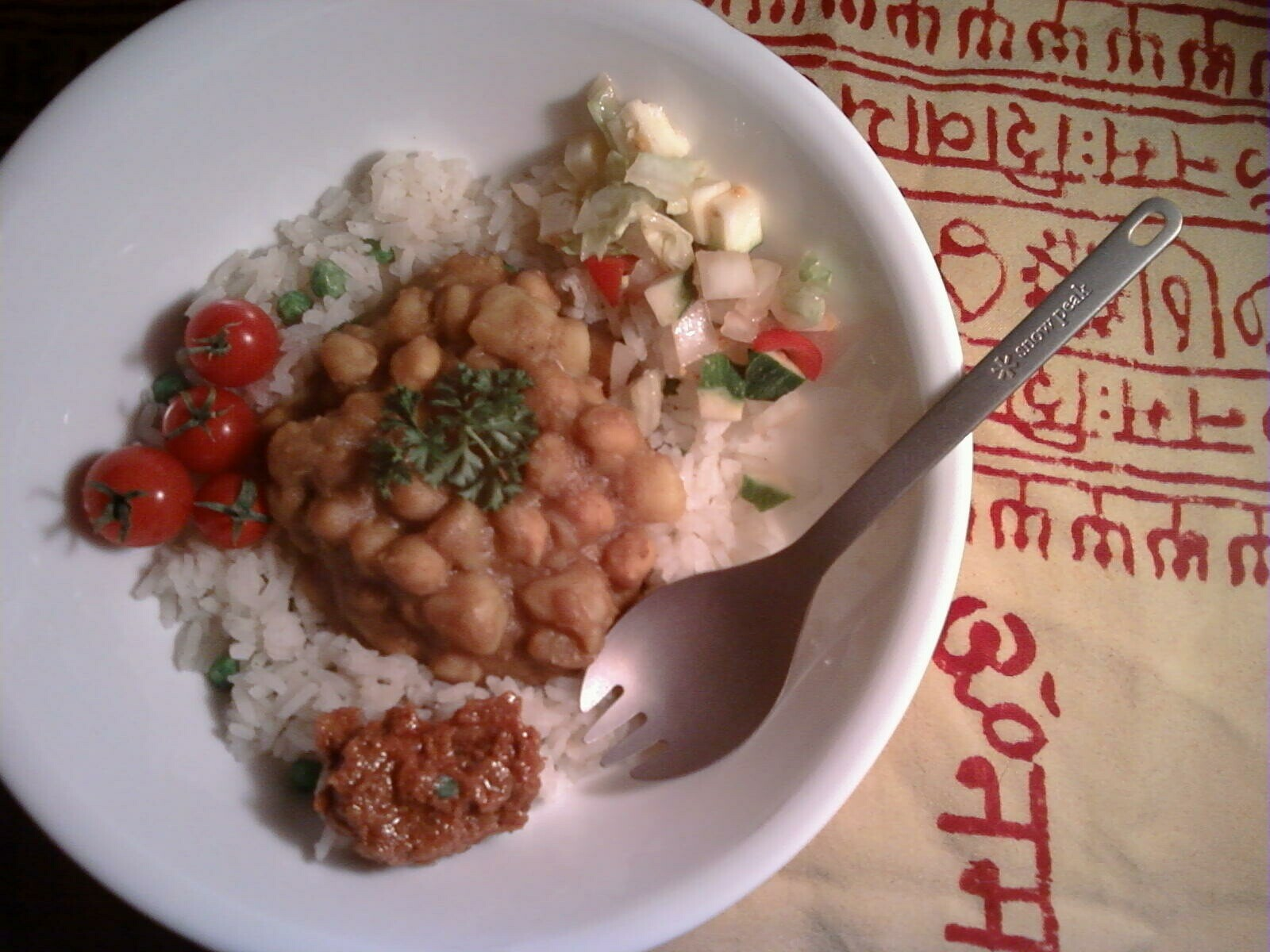
Awadhi light
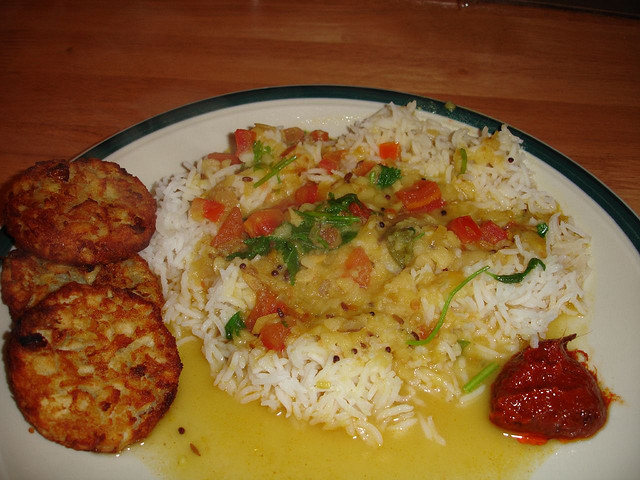
Arroz Awadhi daal.